# Guerra civile romana (49-45 a.C.)
La guerra civile romana del 49-45 a.C., più nota come guerra civile tra Cesare e Pompeo, consistette in una serie di scontri politici e militari fra Gaio Giulio Cesare e i suoi sostenitori contro la fazione tradizionalista e conservatrice del Senato romano (Optimates), capeggiata da Gneo Pompeo Magno, Marco Porcio Catone Uticense e Quinto Cecilio Metello Pio Scipione Nasica. Essa fu il penultimo conflitto militare sorto all'interno della Repubblica romana.

## Descrizione
Molti storici concordano nel dire che la guerra civile fu una logica conseguenza di un lungo processo di decadenza delle istituzioni politiche di Roma, iniziata con gli omicidi dei Gracchi nel 133 e 121 a.C. e continuata con la riforma delle legioni di Gaio Mario, che fu il primo a ricoprire molti incarichi pubblici straordinari inaugurando un esempio che fu poi seguito dai successivi aspiranti dittatori della decadente repubblica, la guerra sociale, lo scontro tra mariani e sillani conclusosi con l'instaurazione della dittatura di Lucio Cornelio Silla, nota per le liste di proscrizione emesse nel suo corso, ed infine nel primo triumvirato.
Questi eventi frantumarono le fondamenta della Repubblica, ed è chiaro che Cesare volse abilmente in suo favore l'opportunità offertagli dalla decadenza delle istituzioni, tanto che Cicerone disse di lui che aveva tutto, gli mancava solo la buona causa.
(Marco Tullio Cicerone, Epistulae ad Atticum, VII, 3, 5 (9 dicembre 50 a.C.). Traduzione di Luigi Mabil)
Dopo aspri dissensi con il senato, Cesare varcò in armi il fiume Rubicone, che segnava il confine tra la provincia della Gallia Cisalpina e il territorio dell'Italia; il senato, di contro, si strinse attorno a Pompeo e, nel tentativo di difendere le istituzioni repubblicane, decise di dichiarare guerra a Cesare (49 a.C.). Dopo alterne vicende, i due contendenti si affrontarono a Farsalo, dove Cesare sconfisse irreparabilmente il rivale. Pompeo cercò quindi rifugio in Egitto, ma lì fu ucciso (48 a.C.).
Anche Cesare si recò perciò in Egitto, e lì rimase coinvolto nella contesa dinastica scoppiata tra Cleopatra VII e il fratello Tolomeo XIII: risolta la situazione, riprese la guerra, e sconfisse il re del Ponto Farnace II a Zela (47 a.C.). Partì dunque per l'Africa, dove i pompeiani si erano riorganizzati sotto il comando di Catone, e li sconfisse a Tapso (46 a.C.). I superstiti trovarono rifugio in Spagna, dove Cesare li raggiunse e li sconfisse, questa volta definitivamente, a Munda (45 a.C.). Questa guerra civile aprì la strada alla fine della Roma repubblicana, a cui fu dato il colpo di grazia con la successiva guerra civile tra Ottaviano e Marco Antonio (terminata con la battaglia di Azio del 31 a.C.).

### Fonti e storiografia
Le principali fonti della guerra civile combattuta negli anni 49 - 45 a.C. sono rappresentate dalle biografie di Svetonio (Vite dei dodici Cesari) e di Plutarco (Vite parallele), oltre a Appiano di Alessandria (Storia romana, XIV: Guerre civili, II), Cassio Dione Cocceiano (Historia Romana), Velleio Patercolo (Historiae Romanae ad M. Vinicium consulem libri duo), Marco Tullio Cicerone (Orationes Philippicae, Orationes in Catilinam, Epistulae ad Atticum, Orationes: pro Marcello, pro Ligario, pro Deiotaro, De provinciis consularibus), Marco Anneo Lucano (Pharsalia), e una delle parti in causa, Gaio Giulio Cesare, con i Commentarii De bello gallico e De bello civili.

## Contesto storico
Nell'estate del 60 a.C., tre tra i maggiori capi politici dell'epoca, Cesare, Crasso e Pompeo stipularono un'alleanza strategica che potesse favorirli negli anni a venire. Questo accordo privato fu chiamato dagli storici moderni primo triumvirato; non si trattava di una vera magistratura, ma di un accordo tra privati che, data l'influenza dei firmatari, ebbe poi notevolissime ripercussioni sulla vita politica, dettandone gli sviluppi per quasi dieci anni.

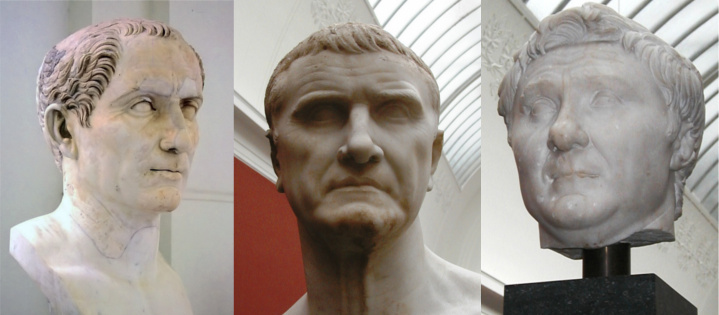
Il primo triumvirato: Cesare, Crasso e Pompeo

Crasso era l'uomo più ricco di Roma (aveva infatti finanziato la campagna elettorale di Cesare per il consolato) ed era un esponente di spicco della classe dell'ordine equestre. Pompeo, dopo aver brillantemente risolto la guerra in Oriente contro Mitridate e i suoi alleati, era il comandante militare con più successi alle spalle. Il rapporto tra Crasso e Pompeo non era dei più idilliaci, ma Cesare con la sua fine abilità diplomatica seppe riappacificarli, vedendo in un'alleanza tra i due l'unico modo in cui egli stesso avrebbe potuto raggiungere i vertici del potere. Crasso serbava infatti verso Pompeo un certo rancore, da quando quegli aveva celebrato il trionfo per la guerra contro Sertorio in Spagna e per la vittoria contro gli schiavi ribelli: grande merito era andato a Pompeo, mentre Crasso, vero artefice della sofferta vittoria su Spartaco, aveva potuto celebrare soltanto un'ovazione.
Il patto condusse Pompeo a sostenere la candidatura al consolato di Cesare, mentre Crasso l'avrebbe finanziata. In cambio di quest'appoggio, Cesare avrebbe fatto in modo che ai veterani di Pompeo venissero distribuite delle terre (Lex Iulia agraria campana), e che il Senato ratificasse i provvedimenti presi da Pompeo in Oriente (Lex Iulia de actis Cn. Pompei confirmandis); al contempo, com'era desiderio di Crasso e dei cavalieri, fu ridotto di un terzo il canone d'appalto delle imposte della provincia d'Asia (Lex Iulia de publicanis). A rinsaldare ulteriormente quanto previsto dal triumvirato, Pompeo sposò Giulia, la figlia di Cesare. Carcopino aggiunge:
(Carcopino 1981, p. 222.)
Nel 59 a.C., l'anno del suo consolato, Cesare portò al servizio dell'alleanza la sua popolarità politica e il suo prestigio, e si adoperò per portare avanti le riforme concordate con gli altri triumviri. Nonostante la forte opposizione del collega Marco Calpurnio Bibulo, che tentò in ogni modo di ostacolare le sue iniziative, Cesare ottenne comunque la ridistribuzione degli appezzamenti di ager publicus per i veterani di Pompeo, ma anche per alcuni dei cittadini meno abbienti. Bibulo, una volta accortosi del fallimento della sua sterile politica volta esclusivamente alla conservazione dei privilegi da parte della nobilitas senatoriale, si ritirò dalla vita politica: in questo modo pensava di frenare l'attività del collega, che invece poté attuare in tutta tranquillità il suo rivoluzionario programma. Carcopino aggiunge che quando Bibulo fece ricorso al suo diritto di veto, assistito da tre tribuni (Gneo Domizio Calvino, Quinto Ancario e Gaio Fannio), e salì al tempio di Castore per formulare l'intercessio, fu messo in fuga dagli avversari, che gli ruppero i fasces, lo ferirono e riempirono di fango insieme a due suoi fidati amici.
Cesare poté così programmare la fondazione di nuove colonie in Italia e per tutelare i provinciali riformò le leggi sui reati di concussione (lex Iulia de repetundis), facendo approvare allo stesso tempo delle leggi che favorissero l'ordo equestris: con la lex de publicanis egli ridusse di un terzo la somma di denaro che i cavalieri dovevano pagare allo stato, favorendo così le loro attività. Fece infine promulgare una legge che imponeva al senato di stilare le relazioni di ogni seduta (gli acta senatus). In questo modo Cesare si assicurava l'appoggio di tutta la popolazione romana, ponendo le basi per il suo futuro successo.
Terminato il consolato, grazie all'appoggio dei triumviri, Cesare ottenne con la Lex Vatinia del 1º marzo il proconsolato delle province della Gallia cisalpina e dell'Illirico per cinque anni, con un esercito composto da tre legioni. Poco dopo un senatoconsulto gli affidò anche la vicina provincia della Narbonense, il cui proconsole, Quinto Cecilio Metello Celere, era morto all'improvviso, e una quarta legione.
Il patto triumvirale venne rinnovato nell'aprile del 56 a.C. in un incontro fra i tre triumviri a Lucca, nella Gallia cisalpina. In questi giorni memorabili questa cittadina toscana, a nord del fiume Arno, «si trasformò nel vero centro del mondo, che i triumviri, nuovamente concordi, si spartirono decidendone il destino». Ecco come descrive Plutarco l'accordo tra i tre:
(Plutarco, Pompeo, 51.)
Nel 55 a.C., una volta divenuti consoli, Crasso e Pompeo proposero attraverso il tribuno della plebe Gaio Trebonio che il governo di Cesare fosse prolungato per altri cinque anni, come avevano concordato l'anno precedente. Crasso ricevette poi la provincia di Siria e la direzione della campagna contro i Parti, mentre Pompeo l'Africa, le due Spagne e quattro legioni, due delle quali cedette a Cesare per la guerra gallica.

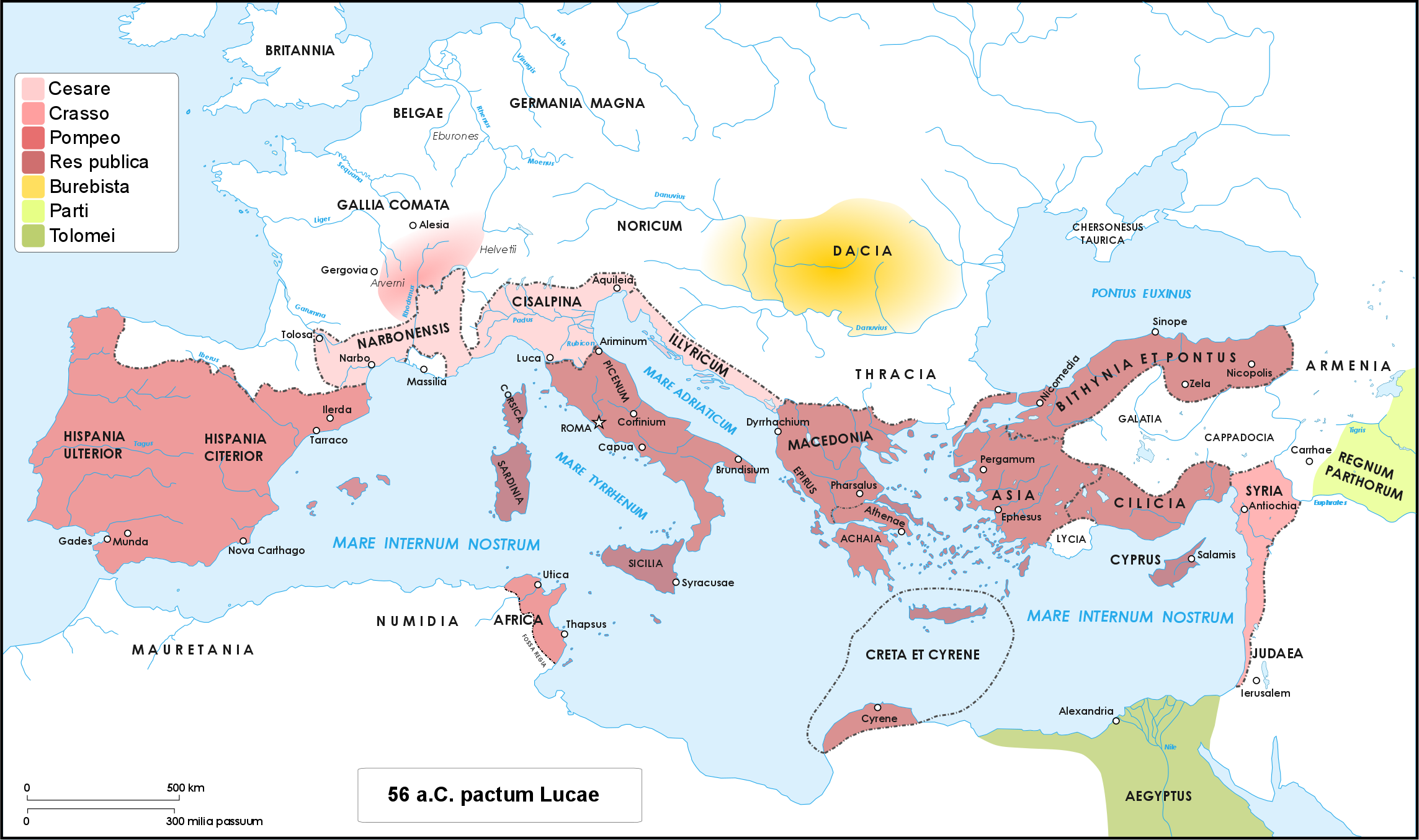
Il mondo romano all'epoca del primo triumvirato e degli accordi di Lucca tra Cesare, Crasso e Pompeo nel 56 a.C.

Il patto triumvirale stava ormai esaurendosi. Dopo la morte di Giulia (settembre del 54 a.C.), la figlia che Cesare aveva dato in sposa a Pompeo, anche Crasso era morto a Carre contro i Parti (12 giugno del 53 a.C.). Oltre a questi accadimenti Cesare si trovò a dover affrontare una rivolta in Gallia che per poco non compromise l'intera opera di conquista (52 a.C.). E così verso la fine del 53 a.C., Cesare si incontrò a Ravenna con Pompeo per formulare un nuovo patto privato tra loro. Riuscì ad ottenere di arruolare due nuove legioni, per compensare la perdita della legio XIIII, oltre a riceverne una dal genero, che acconsentì per il bene della Repubblica e per l'amicizia che ancora lo legava al suocero. Cesare promise al genero che avrebbe fatto rompere il matrimonio della nipote Ottavia con Gaio Claudio Marcello per dargliela in moglie, chiedendo in cambio la mano di sua figlia Pompeia, sposata a Fausto Cornelio Silla, ma queste fantasie matrimoniali non si realizzarono. Carcopino scrive infatti:
(Carcopino 1981, p. 359.)
Essenzialmente Cesare aveva aspirato alla conquista della Gallia per controbilanciare i successi orientali di Pompeo nell'opinione pubblica ed assicurarsi una pressoché inesauribile fonte di denaro, un esercito preparato e fedele, nonché schiere di clienti e migliaia di schiavi. Questi obiettivi furono in sostanza tutti raggiunti. Cesare, una volta conquistata la Gallia, entrò di fatto nell'Olimpo dei grandi conquistatori romani. Era amato dalla plebe di Roma alla quale, sapientemente, aveva concesso benefici di varia natura grazie al bottino di guerra. Il Senato e Pompeo ora lo temevano, sapendo che alle sue dipendenze aveva delle legioni temprate dalla guerra, costituite da cittadini di recente cittadinanza e legati a Cesare da un vincolo di fedeltà clientelare quasi assoluta. Svetonio scrive: 
(Svetonio, Vite dei Cesari, Cesare, 54.)
Se la Repubblica era minata già dal tempo dei Gracchi, la conquista della Gallia ruppe definitivamente gli equilibri di potere che avevano retto fino a quel momento dopo la dittatura di Silla.

### Casus belli
Dopo gli scontri avvenuti tra le bande di Tito Annio Milone e Publio Clodio Pulcro, che portarono alla morte di quest'ultimo (18 gennaio del 52 a.C.), Cesare e Pompeo si accordarono segretamente per agire contro Milone. Le azioni che ne seguirono portarono il senato a nominare Pompeo, su proposta di Bibulo e con l'approvazione di Catone, consul sine collega per il 52 a.C. Questa disposizione aveva una duplice ragione: i Patres, pur odiando la dittatura, la evitavano almeno nominalmente; potevano inoltre conquistare Pompeo alla loro causa per servirsi di lui, attribuendogli un tale ed enorme potere, contro Cesare che odiavano più di Pompeo. Luciano Canfora aggiunge che la designazione di Pompeo a "console senza collega" (febbraio del 52 a.C.) fu traumatica per il triumvirato, già decapitato dalla morte di Crasso.
Da questo momento in poi fino al 49 a.C., quando scoppiò la guerra civile, i Patres e Pompeo tentarono di avvolgere Cesare in una rete di senatoconsulti e plebisciti che, al termine della pacificazione della Gallia, lo avrebbero costretto ad abbandonare esercito e province prima di Pompeo.

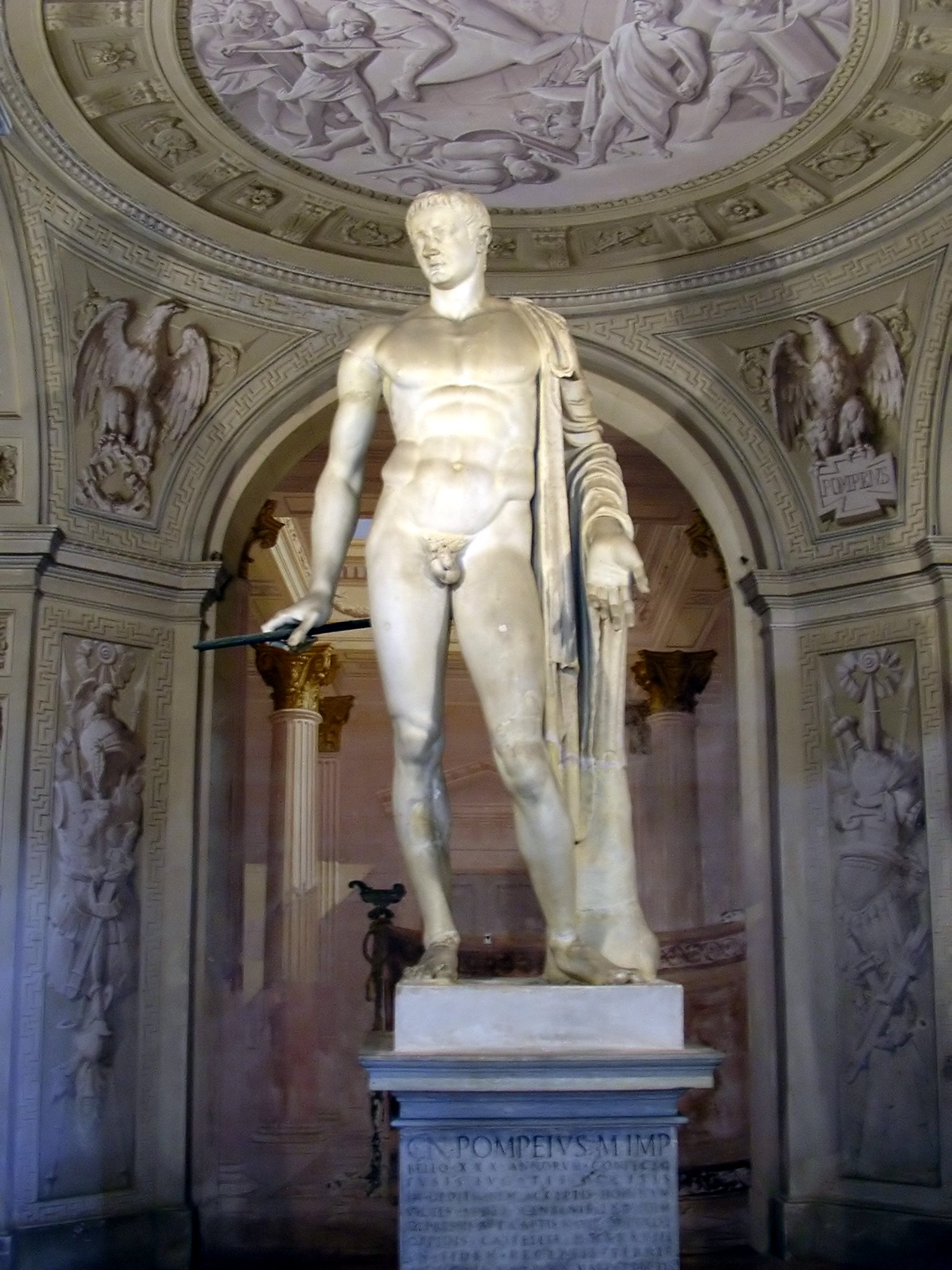
Statua di Gneo Pompeo Magno conservata a Villa Arconati (Castellazzo di Bollate). Si tramanda che Cesare fu ucciso ai piedi di questa statua.

Vi è da aggiungere che secondo la lex Licinia Pompeia il comando di Cesare era stato equiparato a quello degli altri due triumviri, Crasso e Pompeo, con scadenza al 1º marzo del 50 a.C. Di fatto la sostituzione proconsolare di ciascun triumviro, in base alle leggi di Gaio Gracco e Silla, prolungava ancora di due anni la durata della carica, che scadeva pertanto il 1 gennaio del 48 a.C.
La vera aspirazione di Cesare era quella di prolungare il proconsolato, finché non avesse assunto la carica di console, passando quindi da proconsole a console, senza quindi doversi presentare a Roma come privato cittadino. Per far ciò avrebbe dovuto candidarsi al consolato "in absentia", procedura ritenuta illegale.
Dopo la morte di Crasso, Pompeo tentò di modificare la situazione a suo vantaggio, abolendo l'obbligo dell'intervallo decennale tra un consolato e l'altro secondo una legge di Silla. È evidente che egli fu enormemente felice di poter riassumere il consolato per la terza volta (nel 52 a.C.), a soli tre anni di distanza dal suo secondo. Cesare non protestò e non pose alcun veto attraverso i "suoi" tribuni della plebe. Qualche storico sostiene che ciò fu dovuto al fatto che la rivolta di Vercingetorige non gli concesse il tempo per protestare. Fu così che quando il proconsole della Gallia capì che la pacificazione di quei territori comportava ancora molto tempo, rinunciò alla seconda candidatura al consolato e chiese che il comando provinciale gli fosse prolungato fino al 31 dicembre del 49 a.C., considerando che a Pompeo era stato prorogato il comando in Spagna fino al 1º gennaio del 45 a.C. L'entrata in carica dei nuovi consoli (inizio del 51 a.C.), Servio Sulpicio Rufo e Marco Claudio Marcello, vide la proposta di quest'ultimo per sostituire Cesare nelle Gallie dal 1º marzo del 50 a.C., ma i tempi non erano ancora maturi per farlo e la cosa decadde. Allora Marcello nel giugno del 51 a.C. fece fustigare un cittadino di Novum Comum, un municipio di diritto latino che Cesare aveva elevato a colonia romana, irridendo il proconsole delle Gallie.
Fu a questo punto che avvenne la frattura. L'anno seguente (50 a.C.), divenuti consoli Gaio Claudio Marcello (cugino di Marco Claudio Marcello) e Lucio Emilio Lepido Paolo, se da una parte il tribuno della plebe Gaio Scribonio Curione propose inutilmente che sia Cesare che Pompeo congedassero entrambi i loro eserciti, dall'altro il nuovo console Marcello fece inserire nell'ordine del giorno (aprile del 50 a.C.) che il proconsolato di Cesare terminasse, e che si provvedesse a inviare un successore designato per il 13 novembre successivo. Poi, sempre per indebolirlo, il senato per proteggere la Siria contro i Parti decretò che fossero aggiunte due legioni alla provincia orientale, da prelevarsi dai due proconsoli in Occidente. Pompeo si affrettò ad ubbidire, mettendo a disposizione del senato le legioni che nel 53 a.C. aveva prestato a Cesare. Fu così che quest'ultimo dovette inchinarsi al volere del senato e cedere due delle sue legioni (legio I e XV), che furono subito inviate a Capua. Cesare aveva ormai capito che il conflitto armato era inevitabile. Dopo avere quindi diviso le truppe nei quartieri invernali, si recò nella Cisalpina a Ravenna in compagnia della legio XIII, dove fu salutato imperator. Contemporaneamente diede ordine alle legio VIII e XII, che erano accampate a Matisco, di raggiungerlo.
Il 1º dicembre del 50 a.C., Curione cercò un nuovo compromesso, proponendo che sia Cesare che Pompeo abbandonassero simultaneamente i loro mandati proconsolari. Il senato approvò la mozione con 370 voti favorevoli e soli 22 contrari, ma ancora una volta si rivelò del tutto inutile di fronte alla fazione anti-cesariana. Cesare allora attraverso due suoi fidati collaboratori, il questore Marco Antonio e Quinto Cassio Longino, fece sapere al senato di essere disposto a rinunciare al comando delle sue legioni, conservandone solo due insieme al governo della Gallia cisalpina e dell'Illirico, fino all'inizio del suo secondo consolato (1 gennaio del 48 a.C.); avrebbe poi accettato la proroga del comando di Pompeo in Spagna. Quest'ultimo, prevedendo che il suo comando avrebbe perso di significato una volta che Cesare fosse diventato console, rifiutò l'accordo e la proposta non venne neppure letta in senato.
Il primo gennaio del 49 a.C., Cesare fece consegnare dal tribuno della plebe, Gaio Scribonio Curione, una lettera-ultimatum ai consoli di quell'anno, Lucio Cornelio Lentulo Crure e Gaio Claudio Marcello (cugino dell'omonimo e precedente console), proprio nel giorno in cui entravano in carica. La lettera venne a fatica letta in Senato, ma non se ne poté discutere poiché la maggioranza era ostile a Cesare. Tra questi vi era anche il suocero di Pompeo, Quinto Cecilio Metello Pio Scipione Nasica. Cesare nella lettera si impegnava a dimettersi dal comando militare a condizione che Pompeo facesse altrettanto. Concludeva che qualora Pompeo avesse mantenuto l'esercito, sarebbe stato ingiusto privarlo del suo, consegnandolo all'odio dei suoi nemici.
Qualcuno riuscì a parlare a vantaggio di Cesare, ma soprattutto a favore della pace, come Marco Calidio e Marco Celio Rufo, i quali ritenevano che Pompeo dovesse partire per le proprie province, in modo da eliminare ogni possibile ragione di guerra. Essi credevano che Cesare temesse che le due legioni che gli erano appena state sottratte per la guerra partica, sarebbero state invece riservate proprio a Pompeo, forse per il fatto di essere state accampate vicino a Roma. Il violento intervento del console Lucio Lentulo mise però a tacere le richieste dei due senatori, tanto che i più si associarono alla richiesta di Scipione che chiedeva:
(Cesare, De bello civili, I, 2.)
Sciolta quindi l'adunanza del Senato, furono convocati da Pompeo tutti i senatori. Alcuni di loro furono lodati, altri incoraggiati a mantenere la posizione ostile nei confronti del proconsole delle Gallie, altri ancora ripresi e spronati qualora fossero titubanti sul da farsi. Furono quindi richiamati da ogni parte molti soldati dei vecchi eserciti di Pompeo con la promessa di premi e promozioni, contemporaneamente furono convocate le due legioni consegnate da Cesare al Senato (la I e la XV). Fu così che la città si riempì di commilitoni di Pompeo, di tribuni, centurioni e evocati. A tutti questi si radunano tutti gli amici dei consoli e di Pompeo, oltre a quelli che mostravano vecchi rancori nei confronti di Cesare.

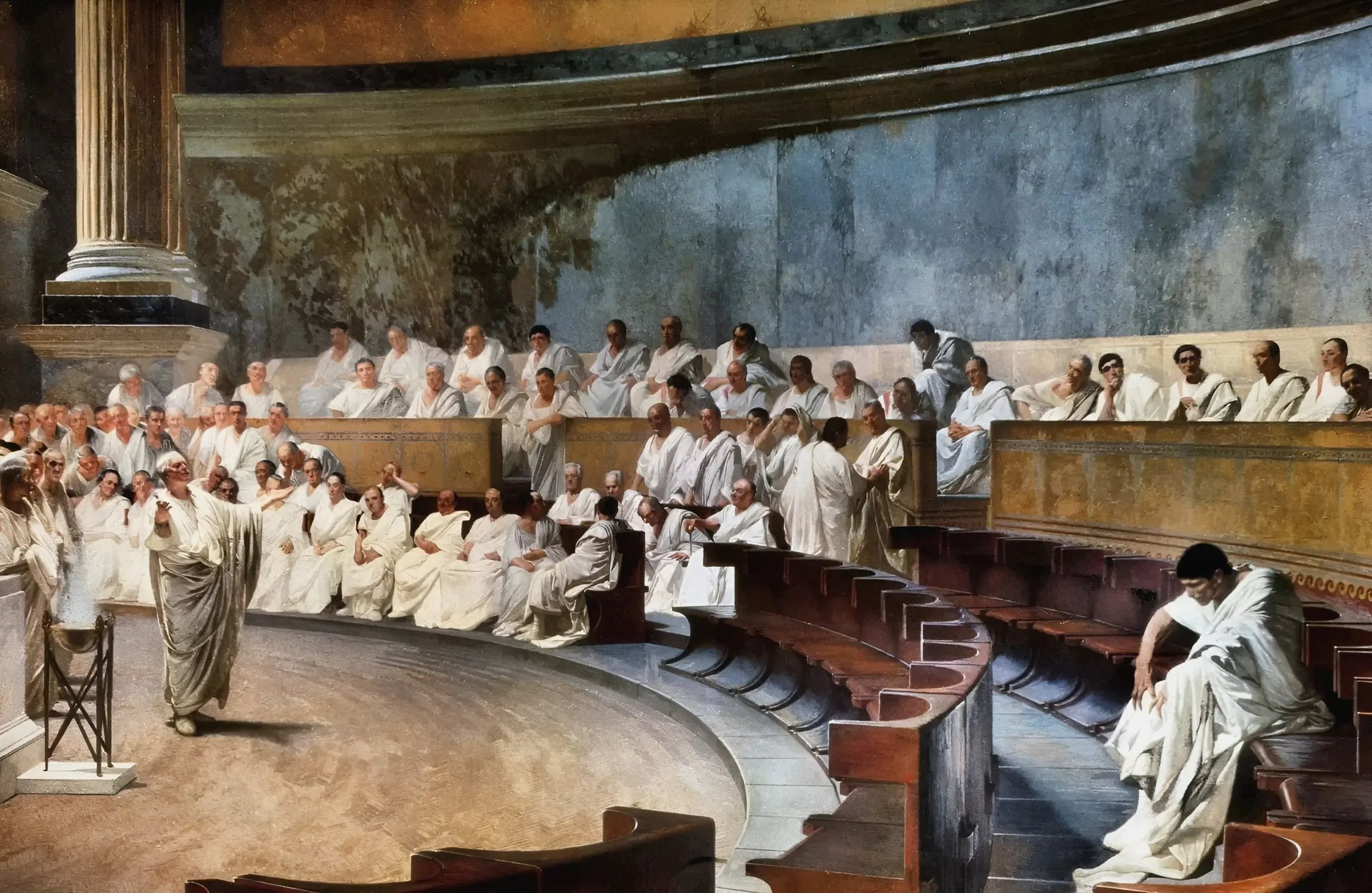
Rappresentazione di una seduta del Senato (affresco di Cesare Maccari)

Il censore Lucio Calpurnio Pisone Cesonino, suocero di Cesare, insieme al pretore Lucio Roscio Fabato, si offrirono di andare a trattare con il proconsole delle Gallie, chiedendo sei giorni di tempo, ma incontrarono la resistenza del console Lentulo, di Scipione e di Marco Porcio Catone, quest'ultimo, secondo quanto racconta Cesare nel suo De bello civili:
(Cesare, De bello civili, I, 4.)
Cesare aggiunge che Lentulo era spinto a schierarsi dalla parte degli optimates a causa dell'enormità dei suoi debiti e dalla speranza di vedersi assegnato un esercito ed una provincia, unitamente alle elargizioni degli aspiranti a titolo di rex (i principi stranieri clienti di Roma). Scipione era spinto dalle medesime aspirazioni, oltre a temere di essere processato. Pompeo stesso, aizzato dai nemici di Cesare, non ammetteva di essere eguagliato in potenza dall'ex-suocero, rompendo qualsiasi legame di amicizia con lo stesso, schierandosi ora dalla parte dei precedenti e comuni avversari.
(Cesare, De bello civili, I, 4.)
Fu allora che i tribuni della plebe, Marco Antonio e Quinto Cassio Longino, posero il loro veto. Secondo quanto ci racconta Velleio Patercolo e Appiano, fu Cesare ad ordinare ai due tribuni della plebe di osteggiare il senato, dando la colpa agli optimates di aver ostacolato i parenti di Cesare nell'informarlo, oltre a non aver rispettato il diritto di veto ai tribuni della plebe, che «Lucio Cornelio Silla aveva sempre rispettato». Il 7 gennaio, in seguito ad un ultimatum del Senato nei confronti di Cesare, in cui gli si intimava di restituire il comando militare, i tribuni Antonio e Cassio Longino fuggirono da Roma insieme a Curione, rifugiandosi presso Cesare a Ravenna.
Nei giorni che seguirono, Pompeo radunò il senato fuori Roma, lodandone il coraggio e la fermezza, e lo informò delle proprie forze militari. Si trattava di un esercito di ben dieci legioni. Il senato riunito propose allora di effettuare nuove leve in tutta Italia; di inviare propretore Fausto Cornelio Silla in Mauritania, anche se la proposta fu osteggiata da Lucio Marcio Filippo; di finanziare Pompeo col denaro del pubblico erario; di dichiarare il re Giuba, alleato e amico del popolo romano, anche se Marcello era contrario.
Furono quindi distribuite le province a cittadini privati, due delle quali erano consolari e il resto pretorie: a Scipione toccò la Siria, a Lucio Domizio Enobarbo la Gallia. Furono esclusi dalla spartizione sia Filippo, sia Lucio Aurelio Cotta, tanto che i loro nomi non furono inseriti nell'urna. Tutto ciò accadde senza che i poteri fossero stati ratificati dal popolo, al contrario si presentarono in pubblico col paludamento e, dopo aver fatto i dovuti sacrifici, i consoli lasciarono la città; vennero quindi disposte leve in tutta Italia; si ordinano armi e denaro dai municipi, anche sottraendolo ai templi.
Cesare, quando ebbe notizia di quello che stava accadendo a Roma, arringò le truppe (adlocutio) dicendo loro che, pur dolendosi delle offese arrecategli in ogni occasione dai suoi nemici, era dispiaciuto che l'ex-genero, Pompeo, fosse stato sviato dall'invidia nei suoi confronti, lui che l'aveva da sempre favorito. Si rammaricò inoltre che il diritto di veto dei tribuni fosse stato soffocato dalle armi. Esorta pertanto i soldati, che per nove anni avevano militato sotto il suo comando, a difenderlo dai suoi nemici, ricordandosi delle tante battaglie vittoriose ottenute in Gallia e Germania. Fu così che:

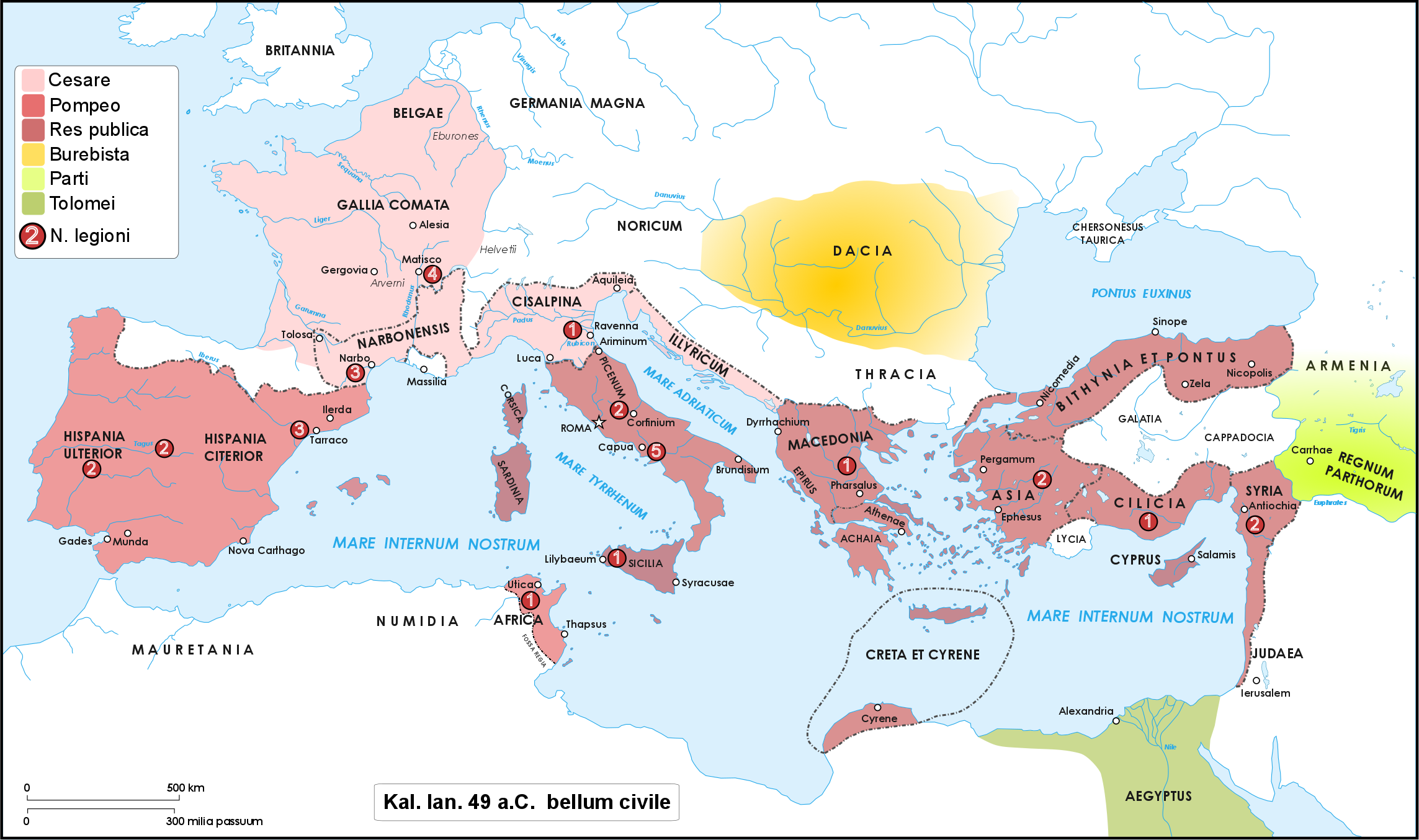
Il mondo romano allo scoppio della guerra civile (1º gennaio 49 a.C.). Sono inoltre evidenziate le legioni distribuite per provincia

(Cesare, De bello civili, I, 7.)

## Forze in campo
Le forze allo scoppio della guerra civile erano le seguenti:
- Pompeo poteva contare su due legioni presenti a Luceria ed altre tre appena arruolate. Dodge crede che vi fossero in totale nella penisola italica 10 legioni. A queste se ne aggiungevano 7 presenti nelle due province spagnole, senza dimenticare che vi erano altre forze in Sicilia, Africa, Siria, Asia e Macedonia, tutte favorevoli al partito degli optimates e di Pompeo;[57]
- Cesare invece contava su non più di 40 000 soldati, divisi in 8-9 legioni.[57][58]

## La guerra civile

### Anno 49 a.C.

#### Passaggio del Rubicone (10-11 gennaio 49 a.C.)

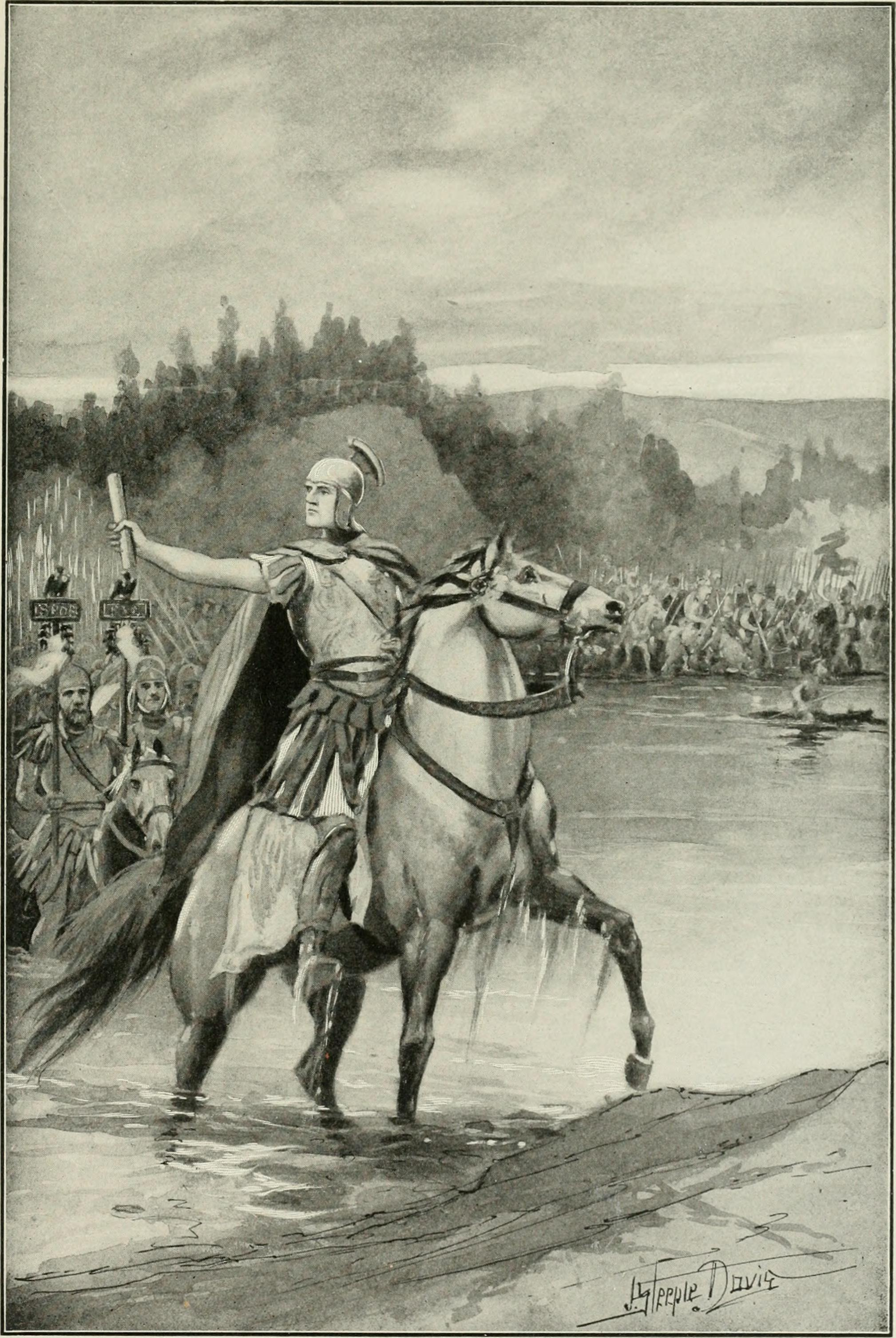
Cesare attraversa il Rubicone

Dopo aver arringato le truppe ed aver così ottenuto il loro benestare, Cesare decise di partire con la legio XIII alla volta di Rimini (Ariminum). Sappiamo che il 10 gennaio del 49 a.C. passò il Rubicone. Egli, forse pronunciando la famosa frase Alea iacta est, attraversò il fiume che rappresentava il confine dell'Italia (e quindi dell'Ager romanus) alla guida di una sola legione, dando così inizio alla Guerra civile. Gli storici non concordano su ciò che Cesare disse nella traversata del Rubicone. Le due teorie più diffuse sono Alea iacta est («Il dado è tratto»), e Si getti il dado! (un verso del poeta greco Menandro, suo commediografo preferito). Svetonio ed altri autori riportano «Iacta alea est».
Quando Cesare varcò il Rubicone, Cicerone cercò di accattivarsene il favore, ma poi decise ugualmente di lasciare l'Italia per unirsi a Pompeo. Frattanto Cesare, giunto a Rimini, incontrò i tribuni della plebe, che si erano rifugiati presso di lui. Inviò quindi messi ai quartieri d'inverno delle altre legioni, ordinando loro di raggiungerlo. A Rimini lo raggiunse il cugino, Lucio Cesare, il quale chiese di non considerare come offesa personale il fatto che egli avesse sempre voluto il bene della Res publica, che da sempre considerava al di sopra delle sue relazioni private. Aggiunse che: 
(Cesare, De bello civili, I, 8.)
Anche il pretore Lucio Roscio Fabato espose le stesse ragioni del cugino, mostrando che Pompeo gliene aveva dato l'incarico.
Cesare, a suo dire, cercò sempre la composizione e stigmatizzò che le leggi fossero violate a suo sfavore. 
(Cesare, De bello civili, I, 6.)
(Svetonio, Vita di Cesare, 29-30.)

#### Cesare invia Lucio Cesare e Roscio da Pompeo a Capua (23-25 gennaio 49 a.C.)
Egli tentò ancora una volta di evitare la guerra civile, inviando inoltre il cugino Lucio Cesare e Roscio da Pompeo a Capua. Egli sapeva che gli optimates miravano alla sua rovina, purtuttavia era pronto ancora a trattare «per il bene della Res publica». Cesare allora propose tramite i due emissari:
(Cesare, De bello civili, I, 9.)
Roscio e Lucio Cesare, una volta giunti a Capua (o a Teano secondo quanto racconta Cicerone), dove si trovava Pompeo insieme ai consoli, riferirono le richieste di Cesare. Dopo aver discusso la questione, si preferì rispondere a Cesare per iscritto. Cicerone racconta che i due ambasciatori di Cesare incontrarono Pompeo e i consoli il 23 gennaio, mentre la risposta fu formulata a Capua due giorni dopo, il 25 gennaio, con assente Pompeo. Ciò che i consoli e gli optimates chiedevano, era che Cesare tornasse in Gallia, lasciasse Rimini e congedasse l'esercito. Solo in questo caso Pompeo avrebbe raggiunto la Spagna, ma fino a quando Cesare non avesse mantenuto le promesse, i consoli e Pompeo avrebbero continuato con la leva di nuove legioni.

#### Avanzata di Cesare e fuga di Pompeo a Brindisi (gennaio - febbraio 49 a.C.)
Con il passaggio del Rubicone, Cesare aveva dichiarato ufficialmente guerra al Senato (optimates), divenendo perciò nemico della res publica romana. È altresì vero che la risposta fornita dai consoli e Pompeo, venne giudicata da Cesare un'ingiustizia:
(Cesare, De bello civili, I, 11.)

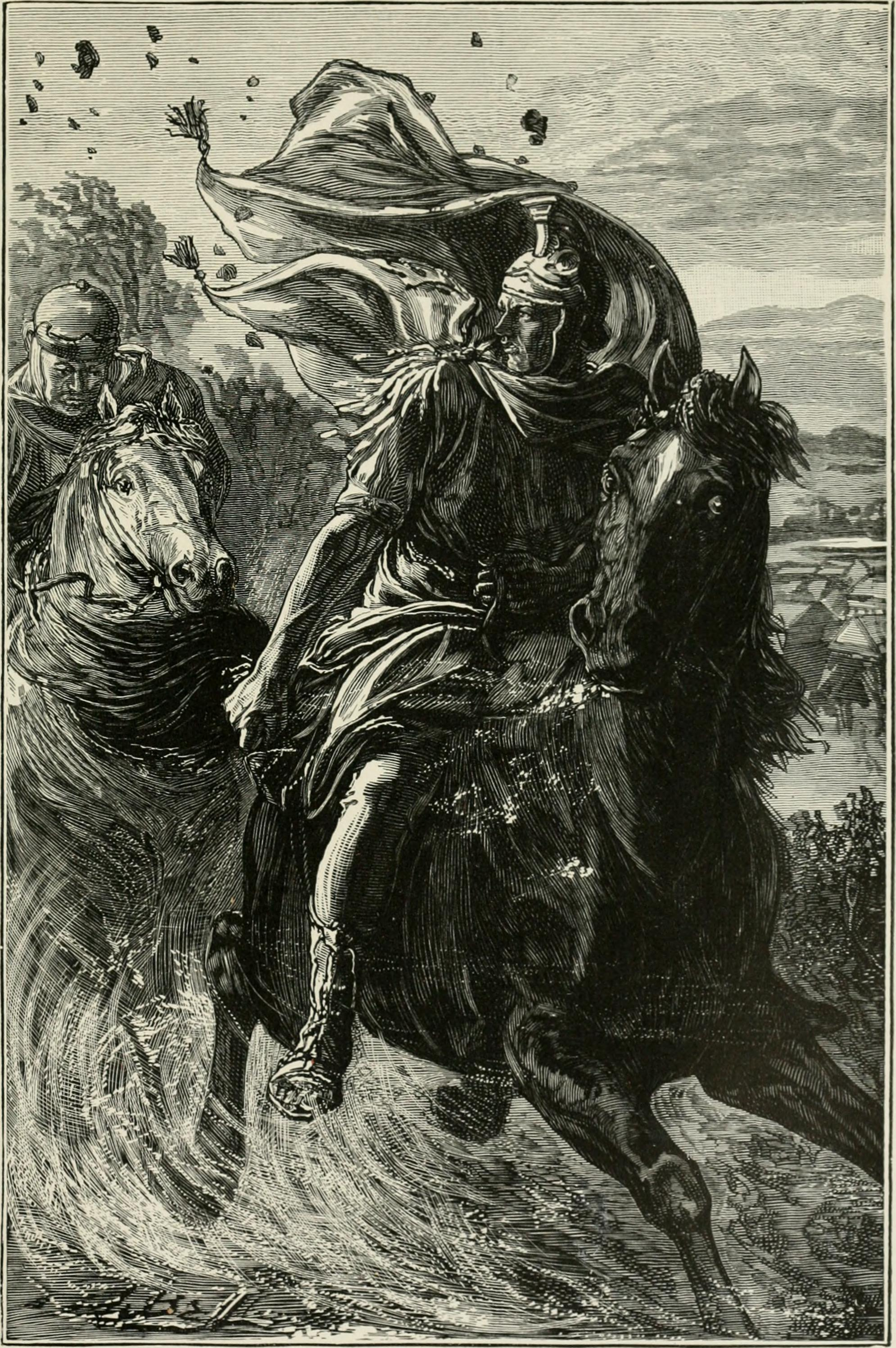
"Fuga di Pompeo"

Ma forse la cosa più grave che indusse Cesare a credere che non vi sarebbe stata alcuna possibilità per la pace, fu il rifiuto di colloquio tra lui e Pompeo. Fu così che il proconsole delle Gallie e dell'Illirico, inviò Marco Antonio con cinque coorti da Rimini (Ariminum) ad Arezzo (Arretium), mentre egli stesso rimase a Rimini con due, organizzandovi un arruolamento. Occupò quindi Pesaro (Pisaurum), Fano (Fanum Fortunae) e Ancona con una coorte per ciascuna città. Avendo poi saputo che l'ex-pretore Quinto Minucio Termo occupava Gubbio (Iguvium) con cinque coorti, fortificandone la sua rocca, ma che gli abitanti erano completamente favorevoli a lui, decise di inviare Curione con le tre coorti che aveva a Pesaro e a Rimini. Appena Termo seppe dell'avanzata di Curione, preferì ritirarsi dalla città; ma durante la marcia le sue truppe lo abbandonarono, facendo ritorno alle loro abitazioni. Intanto Curione riusciva ad impadronirsi di Gubbio, tra l'entusiasmo dei suoi abitanti. Cesare sentendosi sicuro dell'appoggio dei municipi, decise di far avanzare tutte le coorti della legio XIII, muovendo da tutti i presidi in direzione di Osimo (Auximum), che Publio Attio Varo occupava con alcune coorti, poiché stava facendo la leva in tutto il Piceno, mandando in giro dei senatori.
I decurioni di Osimo, quando vennero a sapere dell'arrivo di Cesare, rivolgendosi ad Attio Varo, dissero che i cittadini del municipio non potevano tollerare che il conquistatore della Gallia dovesse rimanere fuori dalle mura della città, «un comandante della repubblica tanto benemerito, che aveva compiuto così grandi imprese». Varo, scosso dal loro discorso, preferì condurre fuori dalla città il proprio presidio e ritirarsi, ma l'avanguardia di Cesare lo intercettò e attaccò battaglia. Varo fu, poco dopo, abbandonato dai suoi soldati, che in parte preferirono far ritorno a casa, in parte si unirono alle file dell'esercito di Cesare. Tra questi vi era anche un certo Lucio Pupio, centurione primipilo, che in passato aveva militato nell'esercito di Gneo Pompeo. Cesare, dopo aver lodato i soldati di Attio Varo, permise a Pupio di andare via libero, mentre ringraziò gli Osimani per questo loro gesto che non avrebbe dimenticato.
Quando a Roma si venne a sapere di questi accadimenti, si diffuse il panico. Il console Lentulo fuggì da Roma, dopo aver aperto l'erario pubblico (aerarium sanctius) per prelevare il denaro da consegnare a Pompeo, secondo quanto era stato stabilito nel decreto del senato. L'altro console, Marcello, e la maggior parte dei magistrati lo seguirono. Gneo Pompeo invece era già partito il giorno precedente per recarsi presso le due legioni ricevute da Cesare (legio I e XV), che si trovavano in Puglia nei quartieri invernali (hiberna). Vennero inoltre interrotte le leve nei paesi intorno a Roma. Solo a Capua furono arruolati quei coloni che vi erano stati stabiliti con la legge Giulia del 59 a.C.
Intanto Cesare mosse da Osimo ed attraversò l'intero Piceno. Tutte le prefetture di quelle regioni lo accolsero con grande entusiasmo, rifornendo il suo esercito di tutto il necessario. Anche dalla città di Cingoli (Cingulum), che era stata organizzata da Tito Labieno, giunsero ambasciatori che si mostrarono fedeli a Cesare, pronti ad eseguire i suoi ordini, compresi quelli di fornirgli soldati. Una volta che Cesare fu raggiunto dalla legio XII, si mise in marcia insieme alla XIII alla volta di Ascoli Piceno (Ausculum). La città era stata occupata in precedenza da dieci coorti di Publio Cornelio Lentulo Spintere, il quale quando venne a sapere che un grosso esercito marciava contro di lui, tentò di fuggire ma le sue truppe lo abbandonarono. Raggiunto con pochi uomini di scorta Lucio Vibullio Rufo, mandato da Pompeo nel Piceno per arruolare nuovi soldati, si pose sotto la sua protezione. Vibullio riuscì a riunire tredici coorti, tra le quali vi erano le sei di Lucilio Irro, che erano fuggite da Camerino. Con queste truppe, tutti insieme raggiunsero a tappe forzate Domizio Enobarbo a Corfinio (Corfinium), che aveva altre venti coorti (raccolte ad Alba Fucens, oltreché nei territori di Marsi e Peligni), raggiungendo così il totale di trentatré coorti.

#### Assedio di Corfinio (15-21 febbraio 49 a.C.)
Una volta arresasi Fermo (Firmum) e cacciato Lentulo, Cesare ordinò di recuperare quei soldati che avevano abbandonato il pompeiano attraverso una leva. Dopo essersi fermato un giorno per fare rifornimento di viveri, marciò su Corfinio (Corfinium). Giunto in prossimità della città, si scontrò subito con cinque coorti che Domizio aveva inviato per tagliare il ponte sul fiume, che si trovava a tre miglia di distanza. Le milizie di Domizio furono respinte e si andarono a ritirare in città, inseguite dalle legioni di Cesare, che si accamparono presso le mura pronte ad assediare la città (15 febbraio).

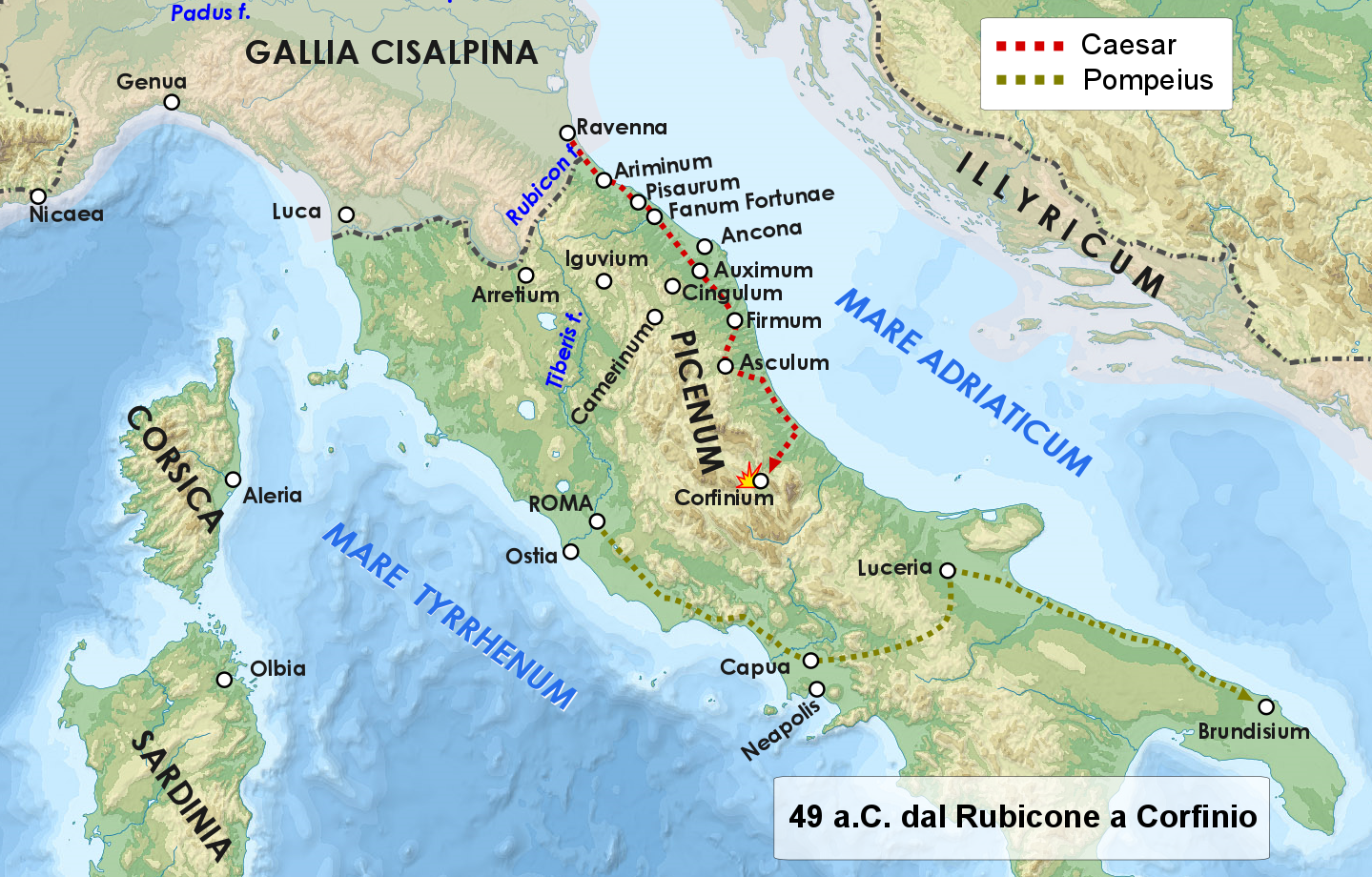
49 a.C. I movimenti di Cesare: da Ravenna a Corfinio; quelli di Pompeo: da Roma a Luceria e poi a Brundisium

Domizio chiese l'aiuto di Pompeo, accampato con il suo esercito a Lucera in Puglia, ma non poté ottenerlo. Sentendosi abbandonato, considerando che l'esercito di Cesare si era rinforzato con l'arrivo di altre ventidue coorti di nuova leva, oltre alla legio VIII e trecento cavalieri inviati dal re del Norico, tentò la fuga, ma i suoi ufficiali se ne accorsero e lo catturarono. Decisero quindi di inviare degli ambasciatori a Cesare per trattare la propria resa e dell'intera armata.
Cesare, dopo aver conosciuto questi avvenimenti, lodò quelli che erano venuti da lui. Il giorno seguente (21 febbraio), Cesare fece condurre a sé tutti i senatori e i loro figli, i tribuni militari e i cavalieri romani. C'erano dell'ordine senatoriale, Lucio Domizio, Publio Lentulo Spintere, Lucio Cecilio Rufo, il questore Sesto Quintilio Varo e Lucio Rubrio. Vi erano inoltre un figlio di Domizio insieme ad altri giovani, oltre ad un gran numero di cavalieri romani e decurioni, prelevati da Domizio presso i vicini municipi. Tutti costoro furono prima protetti dagli oltraggi e dagli insulti dei soldati, poi lasciati andare in libertà. Si fece quindi consegnare dai decemviri di Corfinio sei milioni di sesterzi che Domizio aveva depositato nell'erario e glieli restituì. Cesare non voleva che:
(Cesare, De bello civili, I, 23.)
Fa infine prestare giuramento a tutti i soldati di Domizio e quello stesso giorno leva il campo, dopo essersi fermato a Corfinio per sette giorni. Si diresse quindi in Puglia passando per le terre dei Marrucini, Frentani e Larinati.

#### Fuga di Pompeo da Brindisi per la Macedonia (marzo 49 a.C.)

Busto di Gneo Pompeo Magno (copia augustea da un originale del 70-60 a.C.; Museo archeologico nazionale di Venezia)

Pompeo, informato dei fatti di Corfinio, si affrettò a partire da Lucera per Canosa (Canusium) e poi verso Brindisi (Brundisium), dove fece concentrare tutte le truppe delle nuove leve. Decise inoltre di armare schiavi e pastori, dando loro cavalli e formando un corpo di circa trecento cavalieri.
Intanto il pretore Lucio Manlio Torquato preferì fuggire da Alba Fucens con sei coorti, mentre il pretore Publio Rutilio Lupo con tre da Terracina, venne intercettato dalla cavalleria di Cesare, comandata da Vibio Curio. Queste ultime coorti non solo abbandonarono il loro pretore, ma subito si unirono a Curio con le loro insegne.
Si racconta inoltre che durante la marcia, Cesare riuscì a catturare il capo dei genieri di Pompeo, Numerio Magio di Cremona, il quale fu inviato dal suo comandante a Brindisi per chiedergli un abboccamento nell'interesse della repubblica e della comune salvezza. Cesare scrive infatti che: 
(Cesare, De bello civili, I, 24.)
Fu così che Cesare giunse a Brindisi con sei legioni (9 marzo), tre di veterani (VIII, XII e XIII) e le altre messe insieme con la nuova leva e completate durante la marcia. Egli aveva, inoltre, inviato da Corfinio in Sicilia le coorti di Domizio, per un totale di altre tre legioni. Venne quindi a sapere che entrambi i consoli erano partiti per Durazzo con buona parte dell'esercito, mentre Pompeo si trovava ancora a Brindisi con venti coorti (due legioni). Temendo che Pompeo volesse lasciare l'Italia, stabilì di bloccare le uscite dal porto e iniziare ad assediare la città.

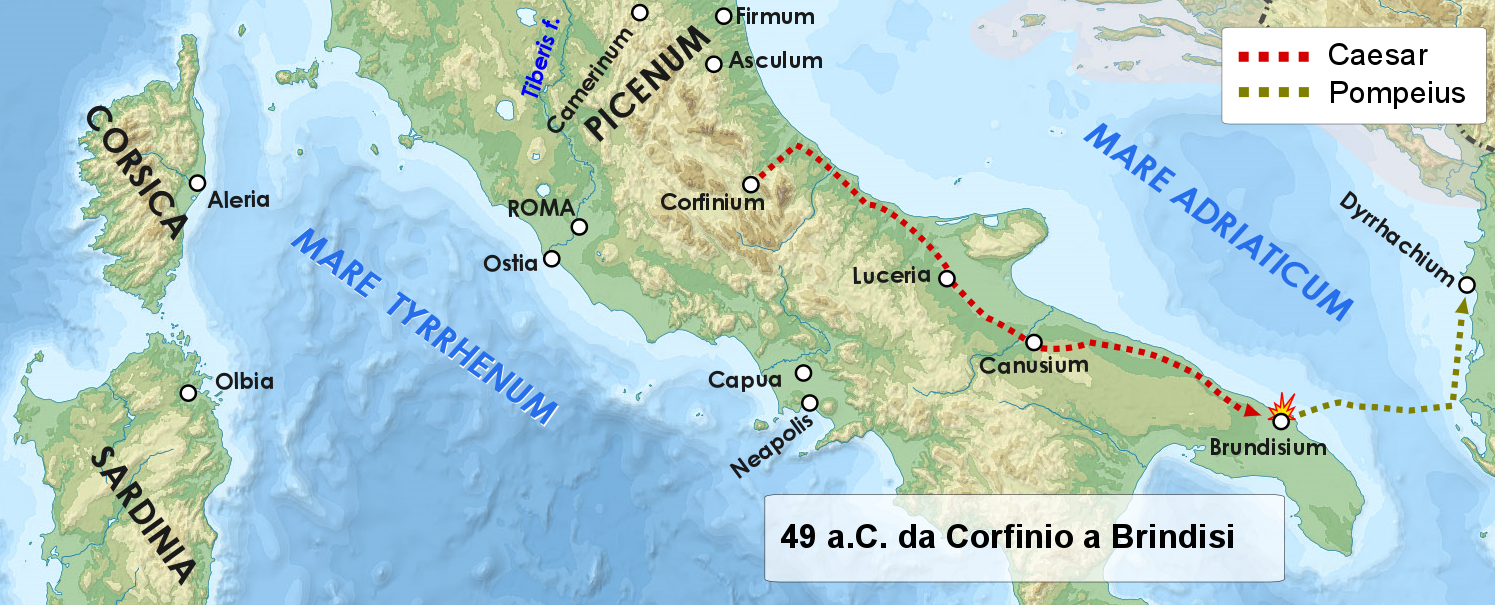
49 a.C. I movimenti di Cesare: da Corfinio a Brindisi; quelli di Pompeo: da Brindisi a Durazzo

Dopo nove giorni dalla partenza dei due consoli, proprio quando Cesare aveva quasi finito la metà dei lavori di fortificazione, fecero rientro a Brindisi le navi che li avevano portati a Durazzo con i loro eserciti. Pompeo, preoccupato dai lavori di Cesare, appena la flotta rientrò nel porto iniziò a prepararsi per partire anch'egli alla volta dell'Epiro. E sebbene gli abitanti di Brindisi, esasperati dalla prepotenza dei soldati pompeiani, avvisassero Cesare della partenza dei pompeiani, quest'ultimo non riuscì a bloccarne la fuga, se non a catturare due delle ultime navi cariche di soldati, che si erano impigliate contro gli sbarramenti creati dai soldati cesariani. Cesare fu costretto così a fermarsi in Italia, sebbene credesse più vantaggioso raccogliere una flotta ed inseguire Pompeo via mare, prima che lo stesso potesse congiungersi con altre forze in Macedonia e Oriente. Del resto Pompeo aveva requisito tutte le navi della zona, negandogli un inseguimento immediato. Ora non gli rimaneva che attendere le navi dalle più lontane coste della Gallia cisalpina, del Piceno e dallo stretto di Messina, ma questa operazione sarebbe risultata lunga e piena di difficoltà per la stagione. Ciò che poté fare invece fu di evitare che gli eserciti pompeiani si rafforzassero nelle due Spagne, dove soprattutto la Hispania Citerior era vincolata a Pompeo dagli immensi benefici ricevuti durante la guerra sertoriana, e che Gallia e Italia potessero passare dalla parte dei pompeiani.

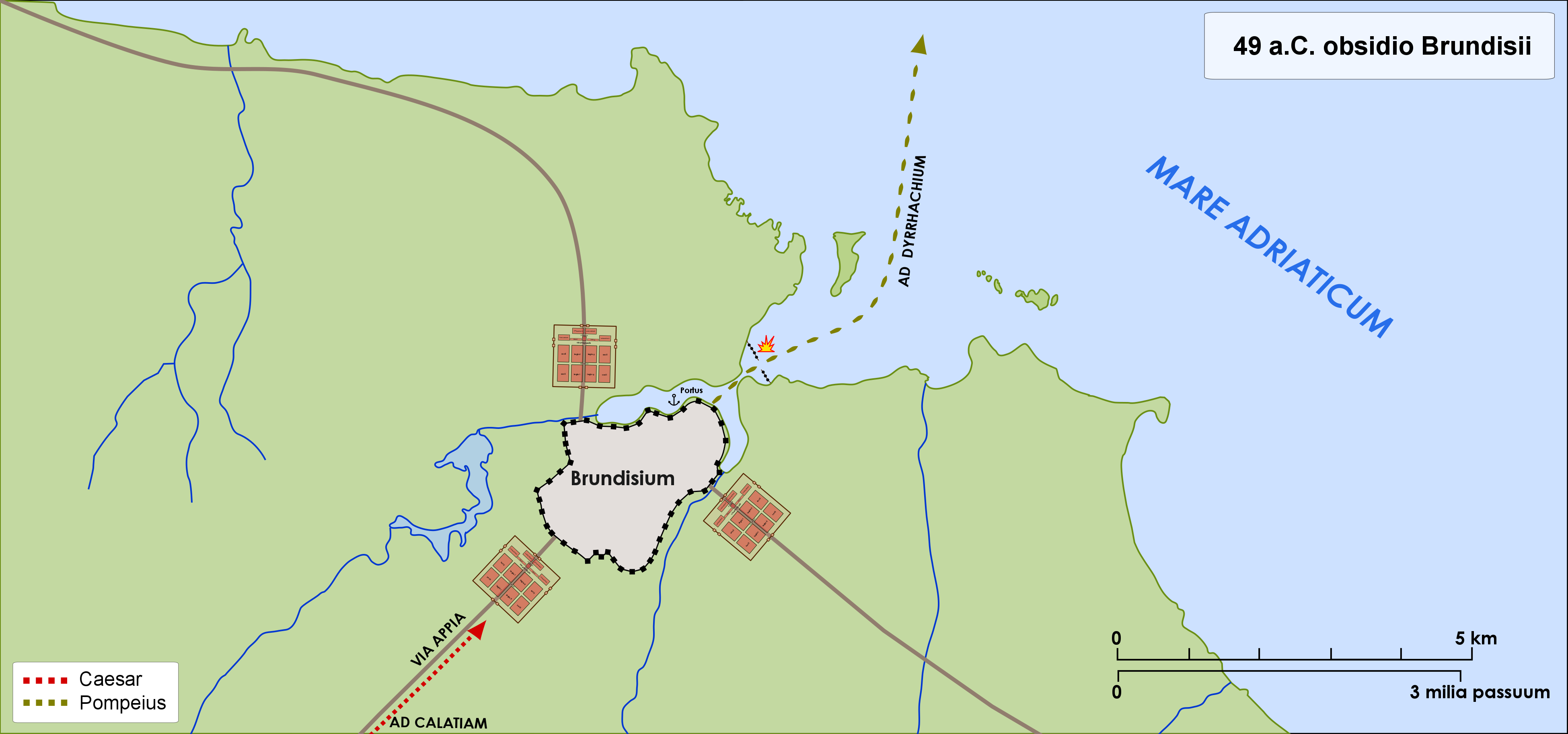
Assedio di Brindisi: (9-17 marzo del 49 a.C.). Dall'arrivo di Cesare alla fuga di Pompeo per Durazzo

Abbandonata dunque l'idea per il momento di inseguire Pompeo in Macedonia, Cesare si apprestò a partire per la Spagna. Dispose quindi che i duumviri di tutti i municipi iniziassero a requisire navi, facendole affluire nel porto di Brindisi; inviò in Sardegna il legato Valerio con una legione, ed in Sicilia Gaio Scribonio Curione (come propretore) con tre legioni, chiedendogli poi di passare con l'esercito in Africa, una volta conquistata l'isola, e l'Africa era toccata in sorte a Lucio Elio Tuberone.
In quel periodo Marco Aurelio Cotta governava la Sardegna e Marco Porcio Catone la Sicilia. Non appena gli abitanti di Cagliari, vennero a sapere dell'invio di Valerio, decisero di cacciare Cotta dalla città, costringendolo a fuggire in Africa. Catone invece stava facendo riparare in Sicilia le vecchie navi da guerra, ordinandone di nuove alle città; provvedeva ad arruolare cittadini romani in Lucania e nel Bruzio attraverso i suoi legati; ed imponeva poi alle città della Sicilia un determinato numero di cavalieri e di fanti. Quando venne a sapere dell'arrivo di Curione, ormai prossimo a condurre a termine queste operazioni, si lamentò davanti all'assemblea per essere stato abbandonato da Pompeo. In seguito fu costretto a fuggire anch'egli dalla provincia.
Valerio e Curione sbarcarono con i loro eserciti senza problemi nelle rispettive isole, avendole trovate senza governo. Tuberone invece, giunto in Africa, trovò come governatore provinciale Publio Attio Varo. Quest'ultimo, avendo perdute le proprie coorti intorno a Osimo, era fuggito in Africa e l'aveva occupata di sua iniziativa, visto che era già priva di un governatore. Aveva poi arruolato due nuove legioni, conoscendo i luoghi. Egli infatti, pochi anni prima, alla fine della pretura, ne era diventato governatore.
Quando giunse Tuberone e la sua flotta a Utica, non solo gli impedì ogni accesso al porto e alla città, non permettendogli neppure di sbarcare il figlio malato, ma lo costrinse a levare le ancore e ad allontanarsi.
Cesare rientrato il 1º aprile a Roma dopo anni di assenza, si impossessò delle ricchezze contenute nell'erario e, a una sola settimana dal ritorno, decise di marciare alla volta della Spagna (che gli accordi di Lucca avevano assegnato a Pompeo).

#### Cesare torna a Roma e riparte per la Spagna e Marsiglia (aprile - ottobre 49 a.C.)
Una volta tornato a Roma, Cesare riunì il Senato, per ricordare i torti ricevuti dai suoi avversari:
(Cesare, De bello civili, I, 32.)
Ricordò ai patres di aver proposto egli stesso che, sia lui che Pompeo, congedassero gli eserciti, mettendo così a rischio la propria carica e prestigio. Poi mise in evidenza l'accanimento dei suoi nemici nei suoi confronti, rifiutandosi di attuare ciò che esigevano da Cesare; denunciò inoltre l'offesa arrecata ai tribuni della plebe nel limitare i loro poteri; enumerò infine le condizioni da lui proposte e i colloqui richiesti per trovare una soluzione pacifica ma sempre negati. Al termine di questo discorso, Cesare chiese ai senatori di assumersi il governo della Repubblica e di amministrarla insieme con lui. Nel caso si fossero tirati indietro, egli non si sarebbe sottratto e l'avrebbe amministrata da solo. Concluse dicendo che si dovevano inviare ambasciatori a Pompeo per trattare.
E sebbene il Senato approvasse la proposta di inviare ambasciatori, non si riuscì a trovare chi mandare, per il timore di quanto aveva detto Pompeo in precedenza.
(Cesare, De bello civili, I, 33.)

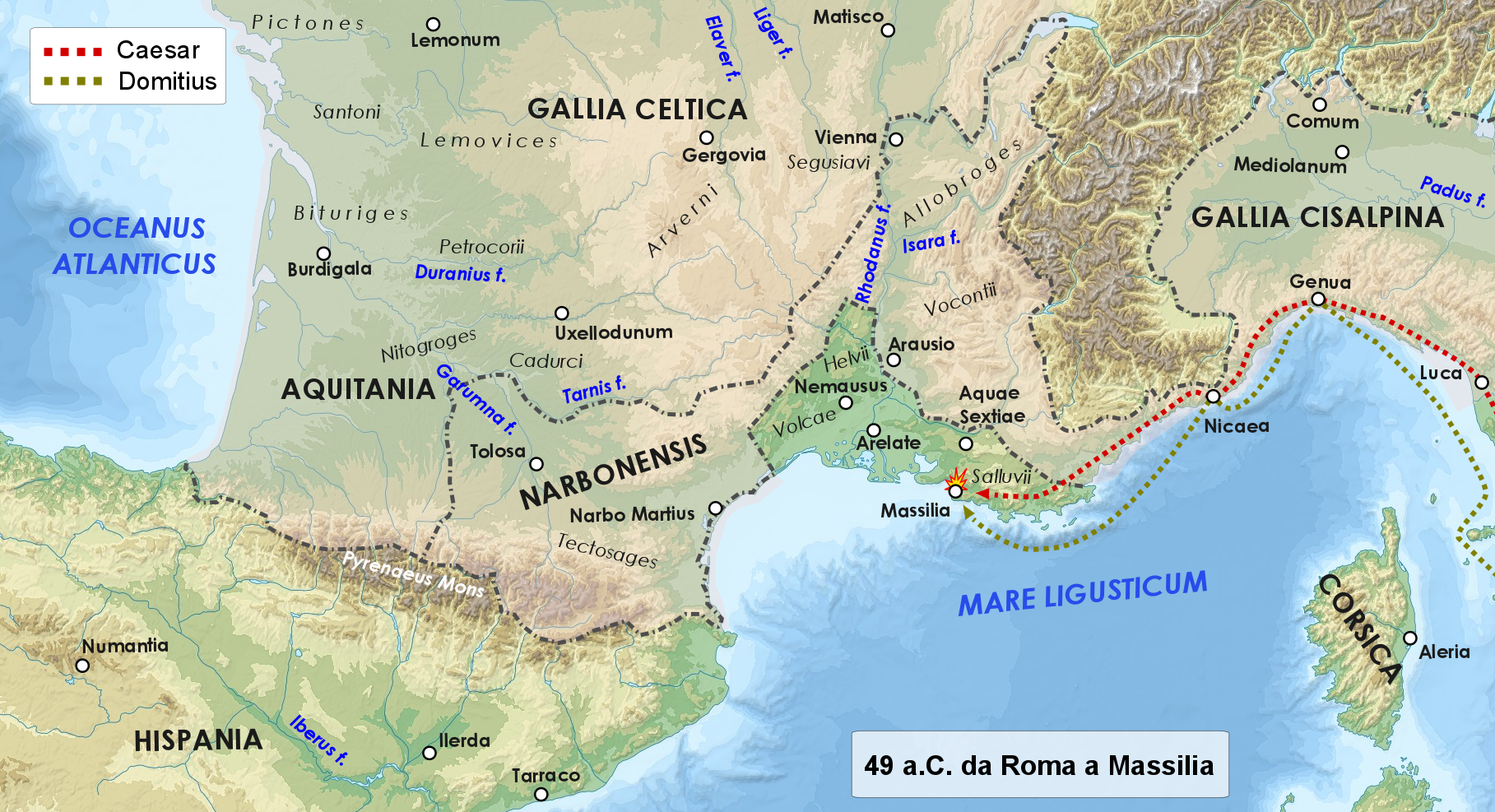
49 a.C. Cesare una volta partito da Roma, raggiunse prima Massalia (che poco dopo assediò, lasciandone la direzione a Gaio Trebonio) e poi proseguì per la Spagna

Dopo tre giorni di discussioni senza trovare alcuna soluzione, avendo saputo inoltre che il tribuno della plebe Lucio Metello aveva nei piani quello di tirare per le lunghe, per non perdere altro tempo, decise di partire da Roma, giungendo pochi giorni dopo nella Gallia ulteriore. Qui giunto nei pressi di Massilia (19 aprile), venne a sapere che Lucio Vibullio Rufo, da lui liberato a Corfinio, era stato inviato da Pompeo in Spagna, mentre Domizio Enobarbo era partito per occupare Marsiglia (Massilia) con sette navi veloci, che aveva requisite da privati nell'isola del Giglio e nel territorio di Cosa. Aveva equipaggiato le navi con alcuni dei suoi schiavi, liberti e contadini. Lo avevano preceduto dei giovani marsigliesi di nobile famiglia, mandati in patria come ambasciatori, esortati da Pompeo, poco prima di partire da Roma, a non dimenticare i vecchi benefici che aveva concesso loro.
Fu così che i Marsigliesi chiusero le porte a Cesare, chiamando in aiuto gli Albici, popolazione barbara che viveva nei vicini monti (a nord-est della città) e che erano da lunghissimo tempo sotto la loro protezione. Decisero quindi di trasportare in città più frumento possibile dalle regioni vicine, organizzando anche le fabbriche d'armi in città e riparando le antiche mura, le porte e la flotta. Si poteva dire che fossero pronti ad essere assediati. Cesare tentò di convincerli del contrario, ma questi preferirono schierarsi dalla parte di Pompeo, aprendo le porte a Lucio Domizio Enobarbo.
Cesare, «sdegnato da questo comportamento oltraggioso», fece condurre tre legioni nei pressi della città ed iniziò a costruire torri e vinee pronto a cingere d'assedio la città. Contemporaneamente fece allestire in Arles (Arelate) 12 navi da guerra. Una volta che queste ultime furono portate a termine ed armate in trenta giorni, furono condotte nei pressi di Marsiglia e affidate al comando di Decimo Bruto. Le tre legioni furono invece lasciate al suo legatus Gaio Trebonio, pronte ad assediare la città da terra. Contemporaneamente decise di inviare in Spagna il legato Gaio Fabio con le tre legioni che erano dislocate nei pressi di Narbona (Narbo Martius), ordinandogli di occupare al più presto i valichi dei Pirenei, che erano tenuti da presidi dal legato di Pompeo, Lucio Afranio. Ordinò infine che a seguirlo giungessero altre tre legioni, che erano acquartierate in accampamenti un po' più lontano. Fu così che Fabio, come gli era stato ordinato, riuscì a cacciare i presidi nemici da tutti i valichi e marce forzate mosse contro l'esercito di Afranio. Poco dopo, Cesare seguì Gaio Fabio in Spagna, pronto a combattere contro i legati di Pompeo che ne amministravano la regione.
La Spagna era, infatti, governata da tre legati di Pompeo: Lucio Afranio, Marco Petreio (il vincitore di Catilina) e Marco Terenzio Varrone Reatino. Costoro potevano contare complessivamente su sette legioni, grandi risorse economiche e sul carisma di Pompeo che in quelle province aveva ben operato e le aveva pacificate dopo la rivolta di Sertorio.

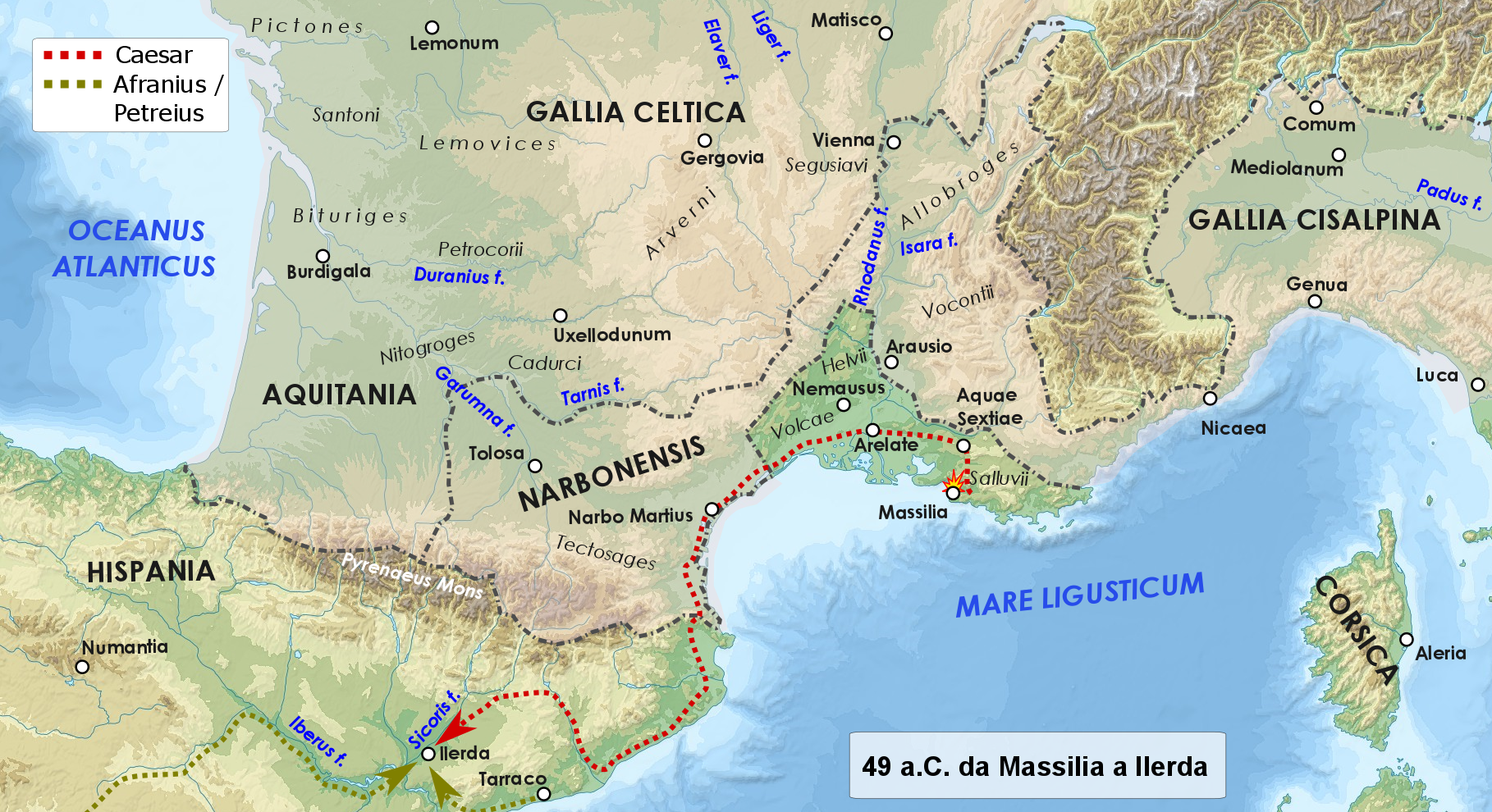
49 a.C. Cesare, una volta affidata la direzione dell'assedio di Marsiglia a Gaio Trebonio (giugno 49 a.C.), parte per la Spagna contro le armate pompaiane di Afranio e Petreio

Cesare stesso nel De bello civili narra tutto il susseguirsi di scontri, inseguimenti, piccoli assedi ai campi avversari, astuzie e debolezze dei vari comandanti, la campagna di Lerida, il tentativo di spostamento dei pompeiani verso Tarragona, il blocco di Cesare, il tentativo di ritorno a Ilerda, la resa di Afranio e Petreio. Cesare consentì addirittura ai pompeiani, nel nome della comune cittadinanza romana, di scegliere se arruolarsi fra le sue file oppure stabilirsi in Spagna come civili o, infine, di essere congedati una volta ritornati al fiume Varo al confine fra la Provenza e l'Italia.
Ritornando a Roma Cesare portò vittoriosamente a termine l'assedio di Marsiglia. A questo punto tutto l'Occidente era ora sotto il suo controllo. Solo in Africa le sue truppe, guidate da Gaio Scribonio Curione, furono rovinosamente sconfitte da re Giuba I di Numidia, alleato di Pompeo, e di Publio Attio Varo. Ciò privò Roma di un'importante fonte di approvvigionamento di grano. Il danno fu però mitigato con l'occupazione della Sicilia e della Sardegna.

#### Rientro a Roma (dicembre 49 a.C.)
Rientrato a Roma, Cesare resse la dittatura per 11 giorni ai primi di dicembre (con Marco Antonio come suo magister equitum), abbastanza per farsi eleggere console per il 48 a.C. assieme a Publio Servilio Vatia Isaurico, e iniziare le riforme che aveva in programma, occupandosi dei problemi di chi era debitore (e dei relativi creditori), della situazione elettorale creata dalla legge di Pompeo (Lex Pompeia de ambitu che istituiva un tribunale speciale per i brogli dal 70 a.C. in poi).

### Anno 48 a.C.

#### Operazioni in Macedonia e Battaglia di Farsalo (gennaio - agosto 48 a.C.)

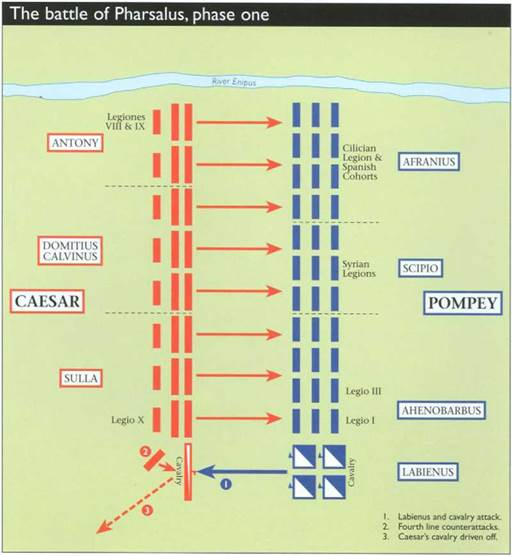
Battaglia di Farsalo (48 a.C.), fase 1.

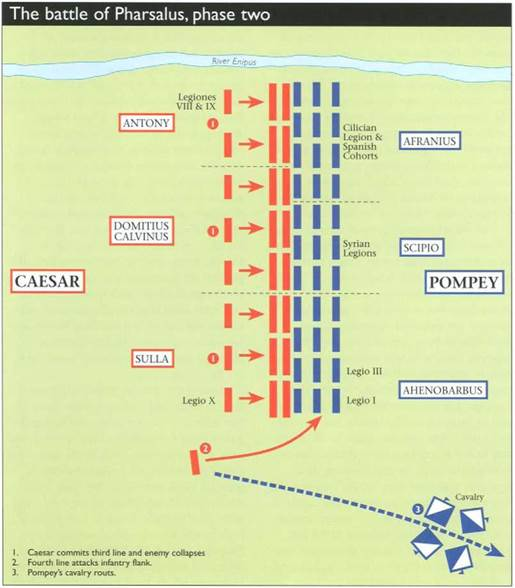
Battaglia di Farsalo (48 a.C.), fase 2.

Sappiamo che anche Cicerone seguì Pompeo, raggiungendolo a Dyrrachium, ma, raggiunti i Pompeiani, si accorse di quanto le speranze che egli riponeva in loro quali salvatori della repubblica fossero infondate: ognuno di loro era lì non in difesa degli ideali, ma soltanto per tentare di trarre profitto dalla guerra.
Cesare appena poté partì per la Grecia all'inseguimento di Pompeo che si era rifugiato in Macedonia. Salpò quindi da Brindisi nel gennaio del 48 a.C. assieme al suo luogotenente Marco Antonio. Marco Calpurnio Bibulo da Corcira gestiva le flotte pompeiane che controllano la costa di Epiro e Macedonia ma Cesare, con sette legioni, riuscì a sbarcare a Paleste e da lì a salire verso Orico. Pompeo che era stanziato in Macedonia all'efficace ricerca di rinforzi, cercò di fermare Cesare prima che potesse arrivare ad Apollonia ma il suo avversario lo precedette. I due eserciti si incontrarono sulle due sponde del fiume Apso fra Apollonia e Durazzo.
Il primo scontro con i pompeiani si ebbe a Durazzo (10 luglio 48 a.C.), dove Cesare subì una pericolosa sconfitta, di cui Pompeo non seppe approfittare. Ne nacque una guerra di posizione con la costruzione di fortificazioni e trincee durante la quale i due contendenti cercarono di circondarsi a vicenda. Qui Cesare perse 1 000 veterani e fu costretto a retrocedere e iniziare una lunga ritirata verso sud, con Pompeo al suo inseguimento. Intanto Marco Antonio era riuscito a lasciare le coste della Puglia e ad unirsi a Cesare con altri rinforzi. Pompeo, più forte militarmente ma in grande difficoltà per la carenza di rifornimenti di viveri e armi, riuscì a forzare il blocco e cercò di riconquistare Apollonia. Ancora una volta venne preceduto da Cesare che però quasi subito abbandonò la città epirota per dirigersi verso la Tessaglia. Anche Cesare doveva risolvere il problema dei rifornimenti e voleva ricongiungersi alle truppe che gli stava portando Domizio. Anziché puntare alla riconquista dell'Italia, che in questo momento era priva di reali difese, Pompeo decise di braccare Cesare in Tessaglia, in pratica precedendolo poiché poteva utilizzare la Via Egnatia mentre Cesare era costretto ad arrampicarsi per antichi sentieri del Pindo.

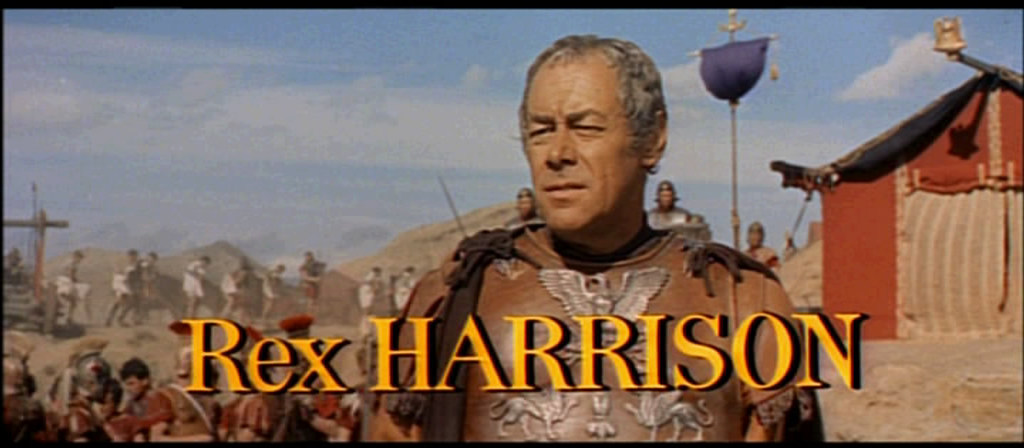
Rex Harrison nel film Cleopatra. L'inizio del film mostra Cesare poco dopo la vittoria conseguita a Farsalo

Nel tragitto, Cesare espugnò Gonfi e ricevette la resa di Metropoli con le relative forniture di vettovaglie e finanziamenti. Il 29 luglio del 48 a.C. Cesare arrivò sulla piana di Farsalo. Due giorni dopo vi giunse Pompeo che aveva ricevuto anche le truppe portategli da Scipione. Pompeo tentava di stancare le ridotte forze di Cesare e contestualmente risparmiare le forze senatorie con un'azione di logoramento consistente in una serie di finte e brevi spostamenti. I nobili presenti nell'entourage di Pompeo, tanto sicuri della vittoria da litigare per i futuri posti eccellenti nella politica dell'Urbe, gli forzarono la mano e lo convinsero ad affrontare Cesare in campo aperto.
Si arrivò allo scontro in campo aperto, però, solo il 9 agosto, presso Farsalo: qui le forze di Pompeo, ben più numerose, furono sconfitte, e i pompeiani furono costretti a consegnarsi a Cesare, sperando nella sua clemenza, o a fuggire in Spagna e in Africa. Sembra che le perdite di Cesare furono appena 1 200 uomini, mentre 6 000 furono i morti pompeiani e 24 000 quelli fatti prigionieri, poi graziati dal vincitore, gesto che rafforzò il mito della clementia Caesaris.
Dopo la grande vittoria di Cesare, Cicerone decise di tornare a Roma, dove ottenne il perdono dello stesso Cesare nel 47 a.C. Cicerone rivelava nelle sue opere ed in lettere ad amici come Cornelio Nepote, riguardo alla personalità di Cesare: 
(Svetonio, Vite dei Cesari, Cesare, 55.)

#### Fuga di Pompeo in Egitto e sua morte (agosto - settembre 48 a.C.)

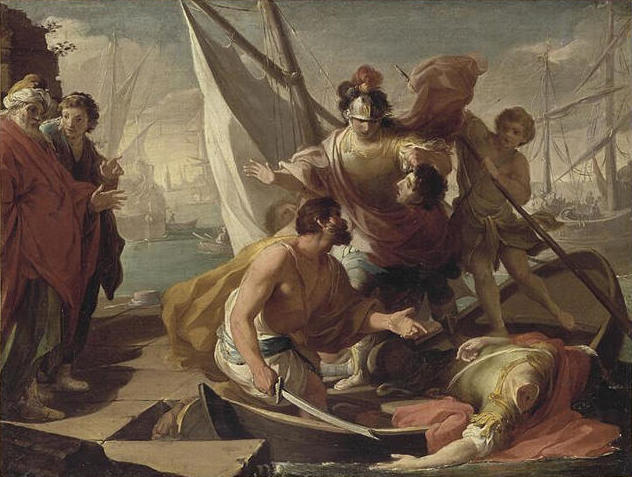
Anonimo, La morte di Pompeo, XVIII sec., Digione, Museo nazionale Magnin

Pompeo tentò di raggiungere la provincia di Africa che il re Giuba aveva mantenuto a Pompeo e dove si erano rifugiati molti optimates fra cui Catone. Prima raggiunse Larissa, poi Anfipoli, Mitilene. Antiochia gli chiuse le porte, come pure Rodi. Infine il fuggiasco rifugiò a Pelusio, in Egitto. Potino, il massimo consigliere del re Tolomeo XIII, suo vassallo, lo fece uccidere da Achilla scortato, per non far destare dubbi, dal tribuno Lucio Settimio (ex centurione di Pompeo contro i pirati nel 67 a.C.). Pompeo morì il 28 settembre, alla vigilia del suo cinquantottesimo compleanno.
Cesare, che si era lanciato all'inseguimento del rivale, se ne vide presentare pochi giorni dopo la testa imbalsamata. La tradizione vuole che Cesare, vista la testa imbalsamata di Pompeo, scoppiò in lacrime. Di questo parla anche Petrarca nel sonetto 102 del suo Canzoniere:

### Anno 47 a.C.

#### La lotta dinastica egizia (fino a giugno 47 a.C.)

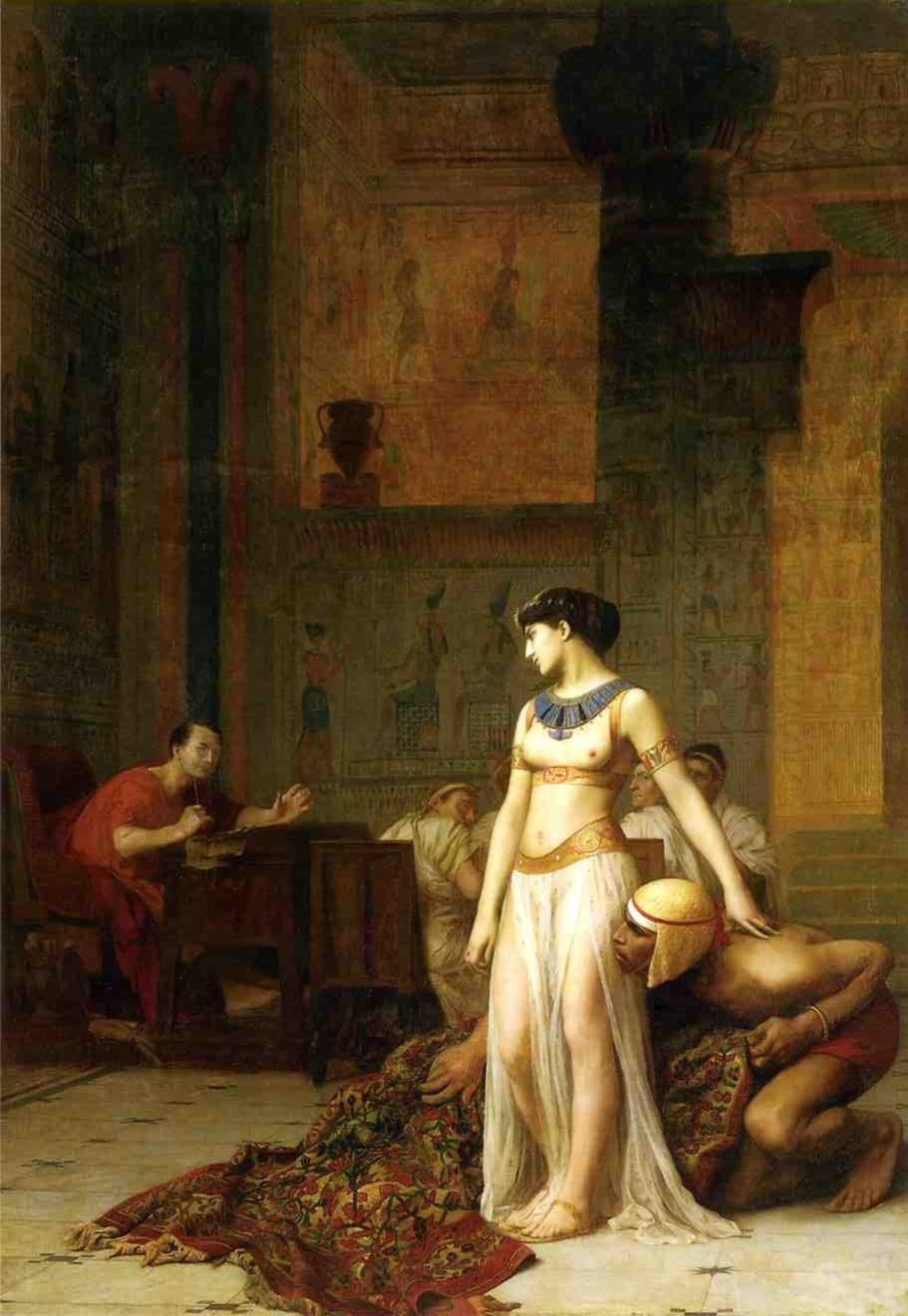
Cesare e Cleopatra durante il soggiorno alessandrino, da un dipinto di Jean-Léon Gérôme.

In Egitto era in corso una contesa dinastica tra lo stesso Tolomeo XIII e la sorella Cleopatra VII. Cesare, nell'intento di punire il faraone per l'uccisione di Pompeo, decise di riconoscere come sovrana del paese Cleopatra, con la quale intrattenne una relazione amorosa ed ebbe un figlio, Tolomeo XV, meglio noto come Cesarione. La scelta di Cesare non fu ben accolta dalla popolazione di Alessandria d'Egitto, che lo costrinse a rinchiudersi con Cleopatra nel palazzo reale; qui il generale romano, disponendo di pochissimi soldati, fu costretto a costruire opere di fortificazione, e a rimanere bloccato nel palazzo fino all'arrivo dei rinforzi. Tentò più volte di rompere l'assedio usando le poche navi che aveva a disposizione, ma fu sempre respinto e durante uno di questi combattimenti, addirittura, saltato giù dalla sua nave distrutta, fu costretto a mettersi in salvo a nuoto, tenendo un braccio, in cui reggeva i suoi Commentari, fuori dall'acqua.
(Plutarco, Cesare, 49.8)
(Svetonio, Cesare, 64.)
Per evitare che Achilla (generale alessandrino) si potesse impossessare delle poche navi rimaste, le fece incendiare e nell'incendio venne probabilmente danneggiata la famosa biblioteca di Alessandria, che conteneva testi unici e di inestimabile valore. Dopo mesi di assedio, Cesare fu liberato e poté riprendere attivamente la guerra contro i pompeiani, che si erano ormai riorganizzati: il re del Ponto Farnace II, a suo tempo alleato di Pompeo, aveva attaccato i possedimenti romani, mentre molti esponenti della nobilitas senatoriale si erano rifugiati, sotto il comando di Catone l'Uticense, in Africa. In ogni caso, Cesare sconfisse le armate di Tolomeo e installò Cleopatra come regnante, con la quale ebbe il suo unico figlio naturale conosciuto, Tolomeo XV Cesare, meglio noto come Cesarione. Cesare e Cleopatra non si sposarono mai, a causa della legge romana che proibiva il matrimonio con chi non era cittadino di Roma.

#### La guerra contro Farnace (giugno - settembre 47 a.C.)

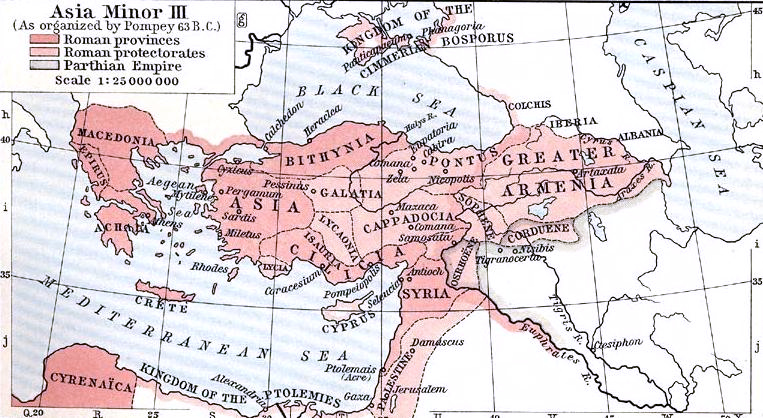
L'Oriente dopo la fine della terza guerra mitridatica: il regno del Ponto, ridotto rispetto all'apice raggiunto sotto Mitridate VI Eupatore, divenne un regno cliente della Repubblica romana.

Dopo aver passato i primi mesi del 47 a.C. in Egitto, Cesare si recò prima in Siria e quindi nel Ponto per trattare con Farnace II, un re alleato di Pompeo che si era avvantaggiato del fatto che i Romani fossero impegnati nella guerra civile per opporsi a Deiotaro (amico del popolo romano) e nominarsi regnante della Colchide e dell'Armenia Minore. A Nicopoli egli sconfisse la scarna resistenza romana che poté essere raccolta dal luogotenente di Cesare, Domizio Calvino. Farnace prese anche la città di Amisus, alleata di Roma, rese eunuchi tutti i ragazzi e vendette gli abitanti ai commercianti di schiavi. Dopo questo sfoggio di forza contro i romani, Farnace si ritirò per sopprimere una rivolta nelle terre appena conquistate. Dopo alcuni fallimentari tentativi di trattativa, Cesare mosse contro Farnace. L'avvicinarsi estremamente rapido di Cesare in persona costrinse Farnace a fare offerte di sottomissione, con il solo scopo di guadagnare tempo sperando che Cesare fosse presto costretto a impegnarsi in altre battaglie. Per sua sfortuna la rapidità di Cesare lo costrinse ad accettare lo scontro in tempi brevi. Nella battaglia di Zela (che si svolse presso l'odierna Zile in Turchia), Farnace venne sbaragliato con solo un piccolo distaccamento di cavalleria. La vittoria romana fu così fulminea e completa che lo stesso Cesare, in una lettera ad un amico a Roma, la descrisse con la famosa frase Veni, vidi, vici. Il re del Ponto fu così costretto a ritirarsi verso nord, nel Regno del Bosforo. Qui Farnace tentò di riorganizzarsi reclutando nuove truppe, di truppe scite e sarmate, con le quali fu in grado di prendere il controllo di alcune città. Poco più tardi fu però sconfitto e ucciso da un suo ex collaboratore, un certo Asandar. Lo storico Appiano dichiara che morì in battaglia; Cassio Dione riferisce che venne catturato e ucciso.
Ristabilita la pace in Oriente, alla fine di settembre del 47 a.C. Cesare tornò a Roma, dove alcune legioni al comando di Marco Antonio si stavano ribellando. Quattro delle sue legioni veterane si erano infatti accampate fuori Roma, in attesa del congedo e della paga straordinaria che Cesare aveva promesso prima della battaglia di Farsalo. A causa della lunga assenza di Cesare la situazione si deteriorò rapidamente. Marco Antonio perse il controllo delle truppe che iniziarono a saccheggiare le proprietà a sud della capitale. Diverse delegazioni vennero inviate per cercare di sedare l'ammutinamento. Niente ebbe effetto e gli ammutinati continuarono a richiedere il congedo e la paga. Dopo diversi mesi, Cesare giunse finalmente per rivolgersi alle truppe di persona. Sapeva di aver bisogno di loro per occuparsi dei sostenitori di Pompeo in Africa, che avevano radunato 14 legioni. Cesare sapeva anche che non aveva i fondi per pagarli; sarebbe costato molto meno indurli a riarruolarsi per la campagna in Africa. Con un'abile mossa, Cesare fece leva sull'orgoglio dei legionari e sull'attaccamento che provavano verso di lui per convincerli a rimanere al suo servizio. Vergognandosi di chiedere i soldi, i soldati domandarono il congedo. Cesare li chiamò cittadini invece di soldati, sottolineando che stava trattando con dei civili, quindi già congedati. Ma non con l'honesta missio che significava una pensione più ricca. Ma li informò che il pagamento sarebbe arrivato quando fosse stato sconfitto l'esercito pompeiano in Africa. E che egli lo avrebbe sconfitto con altri soldati. Gli ammutinati rimasero colpiti da questo maltrattamento; dopo quindici anni di fedeltà mai avrebbero pensato che Cesare avrebbe potuto fare a meno di loro. Cesare fu pregato di tenerli con sé e di portarli in Africa. Benignamente Cesare acconsentì e con essi partì per l'Africa dove giunse il 28 dicembre.

### Anno 46 a.C.

#### La campagna in Africa e la morte di Catone (fino a luglio 46 a.C.)

La seconda fase in Africa (46 a.C.).

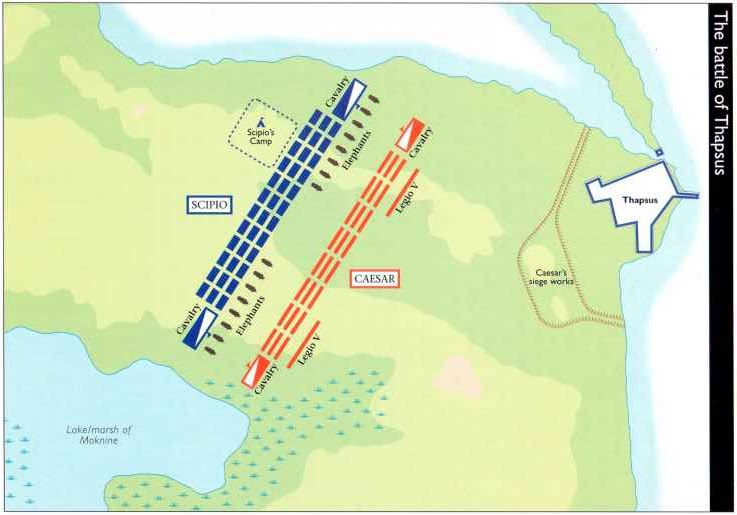
Disposizione iniziale delle truppe sul campo di battaglia di Tapso, 46 a.C.

Qui i pompeiani, che erano sotto la guida di Catone il giovane, avevano radunato un grande esercito, affidato a Tito Labieno e Quinto Cecilio Metello Pio Scipione Nasica, e avevano stretto alleanza con il re di Numidia Giuba I. Dopo alcune scaramucce, Cesare diede battaglia presso Tapso, dove il 6 aprile 46 a.C. sconfisse l'esercito avversario. Metello e Giuba morirono in battaglia, mentre Catone, che era a capo della rivolta, venuto a sapere della sconfitta, si suicidò a Utica. Labieno e i due giovani figli di Pompeo, Gneo il Giovane e Sesto, riuscirono invece a evitare la cattura e a rifugiarsi in Spagna.
Pacificata l'Africa, Cesare poté tornare a Roma il 25 luglio del 46 a.C., dove fu gioiosamente accolto dalla popolazione: la pace sembrava essere tornata, e l'Italia non aveva dovuto essere il teatro di nuove violenze, come lo era stata durante le precedenti guerre civili. Di Cesare, anzi, si lodava la clemenza, che lo aveva spinto a risparmiare e accogliere presso di sé tutti i pompeiani che gli si erano presentati dopo Farsalo, e a evitare nuovi eccidi come le proscrizioni sillane, di cui aveva rischiato di rimanere vittima nella giovinezza. Giunto a Roma, inoltre, poté annunciare l'annessione delle Gallie e della Numidia e la conferma del protettorato sull'Egitto, assicurando così all'Urbe un migliore rifornimento di generi alimentari (tra cui il grano e l'olio), che allontanava il pericolo di carestie e altri eventuali problemi di approvvigionamento.

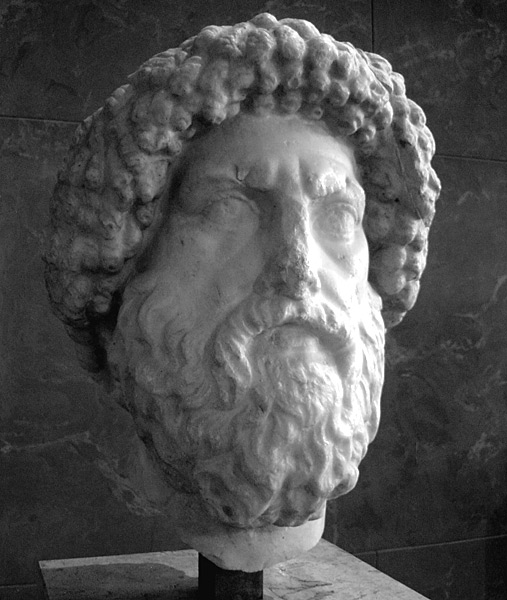
Statua del re di Numidia Giuba I realizzata nel 1882 da Victor Waille, e oggi conservata al Museo del Louvre.

Tra l'agosto e il settembre del 46 a.C., celebrò quattro trionfi, uno per ciascuna campagna militare che aveva con successo portato a termine: quella di Gallia, quella in Egitto, quella nel Ponto contro Farnace II e quella in Africa. In ciascuna occasione Cesare, vestito di abiti di porpora, percorse sul carro trionfale la via Sacra, mentre dietro di lui scorrevano i legionari, il bottino e i prigionieri. I soldati, in particolare, durante la processione, declamavano versi di lode e scherno nei confronti del generale, prendendone ora in giro i costumi sessuali e celebrandone ora le vittorie: sono un esempio il carmen triumphale di cui sotto o il cartello che recava la scritta Veni, vidi, vici (Venni, vidi, vinsi), e che descriveva la fulminea vittoria nel Ponto. Particolarmente suggestiva fu la celebrazione del trionfo sulle Gallie, durante la quale Cesare salì sul Campidoglio sfilando tra quaranta elefanti che reggevano dei candelabri. A ornare il corteo, in quell'occasione, ci fu Vercingetorige che, catturato da Cesare ad Alesia, era da cinque anni rinchiuso in prigione; terminata la celebrazione fu subito strangolato.
In occasione dei trionfi, Cesare offrì agli abitanti di Roma rappresentazioni teatrali, corse, giochi di atletica, lotte tra gladiatori e ricostruzioni di combattimenti terrestri e navali (si trattò delle prime naumachie mai rappresentate a Roma), e organizzò dei banchetti ai quali presero parte oltre duecentomila persone. Utilizzando i bottini delle varie campagne, che ammontavano a oltre 600 000 sesterzi, poté finalmente elargire le somme di denaro che aveva da tempo promesso al popolo e ai legionari: ogni abitante dell'Urbe beneficiò di 75 denari, a cui se ne aggiunsero altri 25 come indennizzo per il ritardo nella consegna dei denari stessi; ogni legionario, invece, ricevette 24 000 sesterzi e un lotto di terra. Cesare, infine, annullò le pigioni che ammontavano, a Roma, a meno di 1000 sesterzi, e quelle che ammontavano, in tutto il resto dell'Italia, a meno di 500.
Contemporaneamente, Cesare poté soddisfare le rivendicazioni dei populares, avviando la riorganizzazione del mondo romano. Ordinò un censimento degli abitanti di Roma in modo da poter migliorare la gestione cittadina, e fondò nuove colonie nelle province dove fece insediare oltre 80 000 tra esponenti del sottoproletariato urbano di Roma e soldati in congedo: in questo modo poté rifondare città come Cartagine e Corinto, distrutte in guerra un secolo prima.

### Anno 45 a.C.

#### La seconda campagna Ispanica: fine della guerra

La terza fase in Spagna (45 a.C.).

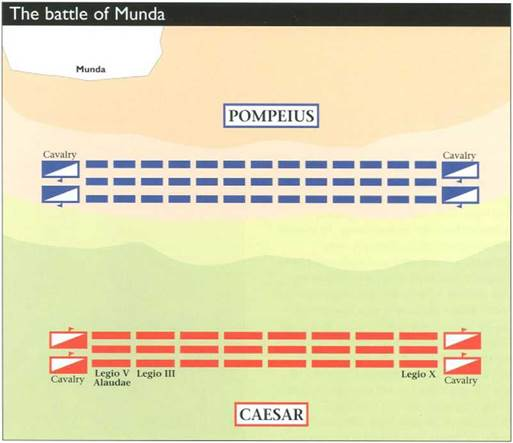
Disposizione iniziale delle truppe sul campo di battaglia di Munda, 45 a.C.

La pace ristabilita dopo Tapso si rivelò quanto mai precaria, e già sul finire del 46 a.C. Cesare fu costretto a recarsi in Spagna, dove i pompeiani si erano ancora una volta riorganizzati sotto il comando dei superstiti della guerra d'Africa, i due figli di Pompeo, Gneo il Giovane e Sesto, e Tito Labieno. Si trattò della più difficile e sanguinosa di tutte le campagne della lunga guerra civile, dove l'abituale clemenza lasciò il passo a efferate crudeltà da ambo le parti. La guerra si concluse con la battaglia di Munda, nell'aprile del 45 a.C., dove Cesare affrontò finalmente i suoi avversari sul campo, e li sconfisse irreparabilmente. Si trattò, comunque, della più pericolosa delle battaglie combattute da Cesare, che arrivò persino a disperare della vittoria e a pensare di darsi la morte.
Tito Labieno cadde sul campo, mentre Gneo Pompeo fu ucciso poco tempo dopo; solo Sesto riuscì a salvarsi, rifugiandosi in Sicilia. Alla vittoria contribuì, seppure in minima parte, il giovane pronipote dello stesso Cesare, Ottavio, che, giunto in Spagna dopo un lungo periodo di malattia, diede prova del suo valore, spingendo lo zio ad adottarlo nel testamento. Durante quel periodo, Cesare fu eletto per il terzo e quarto mandato a console; nel 46 a.C. con Marco Emilio Lepido e nel 45 a.C. (senza collega).
Tornato a Roma nell'ottobre, Cesare, eliminato finalmente ogni oppositore, celebrò il trionfo sui figli di Pompeo che aveva appena sconfitto nella campagna ispanica: si trattava di un qualcosa che non era affatto contemplato dalla tradizione romana, che permetteva la celebrazione di un trionfo solo su genti esterne e non su cittadini romani. Anche Silla, che pure aveva riformato la res publica secondo il suo volere, non aveva celebrato alcun trionfo per le vittorie nella guerra civile contro i populares. Cesare, inoltre, decise di concedere il trionfo anche al nipote Quinto Pedio, infrangendo così anche la tradizione che prevedeva che a ottenere il sommo riconoscimento delle proprie azioni belliche fossero esclusivamente i generali, e non i loro luogotenenti. Il comportamento di Cesare, che apparve anche ai suoi contemporanei come un pericoloso errore politico, turbò profondamente il popolo romano, che vide così festeggiare le distruzione della stirpe del più forte e più sventurato tra i Romani.

## Conseguenze
Dopo esser stato nominato dictator con carica decennale nel 47 a.C., e detenendo anche il titolo di imperator, fu ripetutamente eletto console nel 46, nel 45 e nel 44 a.C., quando, il 14 febbraio, ottenne anche la carica di dittatore a vita, che sancì definitivamente il suo totale controllo su Roma. Plutarco racconta che la speranza di Cicerone di collaborare al governo di Cesare venne troncata dalla piega assolutistica e monarchica presa dal potere.

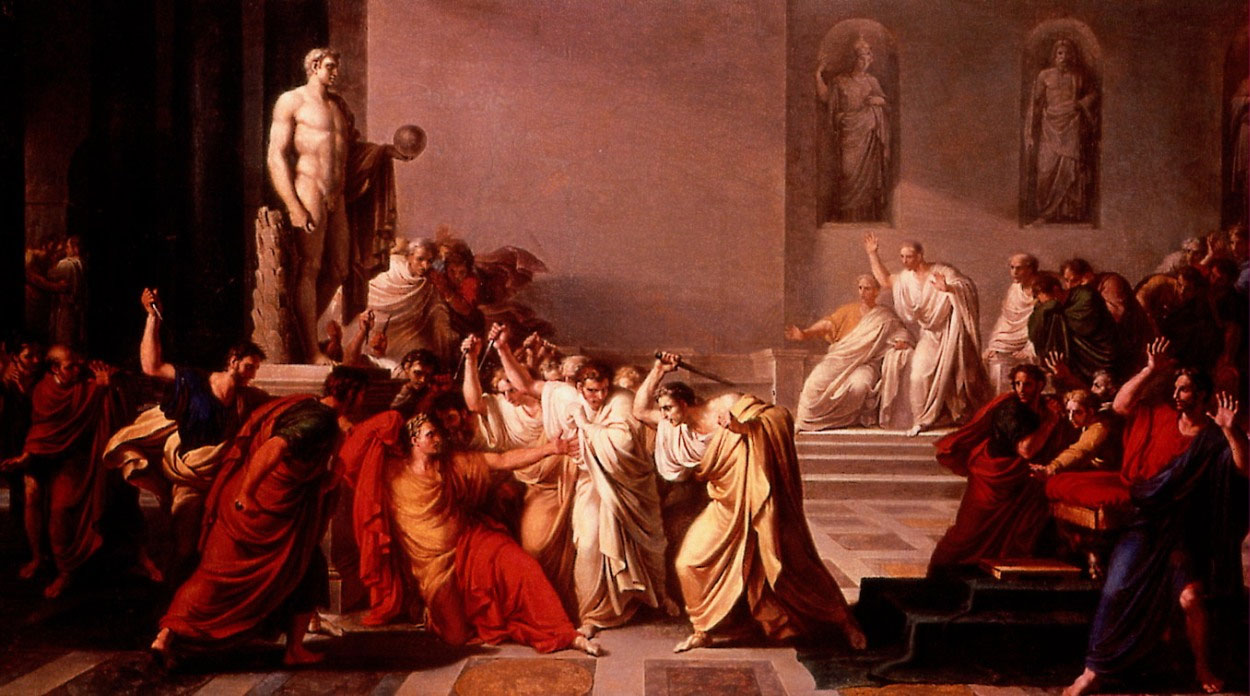
Vincenzo Camuccini, Morte di Giulio Cesare, 1798, Roma, Galleria Nazionale di Arte Moderna.

Furono erette sue statue a fianco di quelle degli antichi re ed ebbe un trono d'oro in senato e in tribunato. Una mattina su una sua statua d'oro collocata presso i rostri venne posto un diadema, ritenuto simbolo di regalità e di schiavitù. Due tribuni della plebe, Lucio e Gaio, sconcertati, fecero togliere il diadema e accusarono Cesare di volersi proclamare re di Roma, ma questo convocò immediatamente il senato e accusò a sua volta i tribuni di aver posto il diadema per screditarlo e renderlo odioso agli occhi del popolo, che lo avrebbe percepito come il detentore di un potere illegale: i due tribuni vennero dunque destituiti e sostituiti. Ancora più importante fu l'episodio dei Lupercali, un'antica festa durante la quale uomini di ogni età, in vesti succinte, percorrevano le strade dell'Urbe muniti di strisce di pelle di capra con cui colpire chi si trovavano di fronte. Mentre Antonio guidava la processione per il Foro, Cesare vi assisteva dai rostri: gli si avvicinò dunque Licinio, che depose ai suoi piedi un diadema d'oro; il popolo, allora, esortò il magister equitum Lepido a incoronare Cesare, ma questo esitava. Allora, Gaio Cassio Longino, che era a capo della congiura che si andava tessendo contro lo stesso Cesare, fingendosi benevolo, glielo pose sulle ginocchia assieme a Publio Servilio Casca Longo. Al gesto di rifiuto di Cesare, accorse infine Antonio, che gli pose il diadema sul capo e lo salutò come re; Cesare lo rifiutò e lo gettò via, dicendo di chiamarsi Cesare e non re, ricevendo così gli applausi del popolo, ma Antonio lo ripose per una seconda volta. Visto il turbamento che si era nuovamente diffuso nel popolo tutto, Cesare ordinò di mettere il diadema sul capo della statua di Giove Ottimo Massimo, la maggiore divinità romana.
Cesare nominò consoli per il 44 a.C. sé stesso e il fidato Marco Antonio, e attribuì invece la pretura a Marco Giunio Bruto e Gaio Cassio Longino. Quest'ultimo, spinto anche dalla delusione causatagli dal non aver ottenuto il consolato, si fece interprete dell'insofferenza di ampia parte della nobilitas, e incominciò a organizzare una congiura anticesariana. Trovò l'appoggio di molti uomini, tra cui molti dei pompeiani passati dalla parte di Cesare, e anche alcuni tra coloro che erano sempre stati al fianco dello stesso Cesare a partire dalla guerra di Gallia, come Gaio Trebonio, Decimo Giunio Bruto Albino, Lucio Minucio Basilo e Servio Sulpicio Galba.
Entrato in senato, si andò a sedere ignaro al suo seggio, dove fu subito attorniato dai congiurati che finsero di dovergli chiedere grazie e favori. Mentre Decimo Bruto intratteneva il possente Antonio fuori dalla Curia, per evitare che prestasse soccorso, al segnale convenuto, Publio Servilio Casca Longo sfoderò il pugnale e colpì Cesare al collo, causandogli una ferita superficiale e non mortale. Cesare invece, per nulla indebolito, cercò di difendersi con lo stilo che aveva in mano, e apostrofò il suo feritore dicendo "Scelleratissimo Casca, che fai?" o gridando "Ma questa è violenza!" Casca, allora, chiese aiuto al fratello (ἀδελφέ, βοήθει), e tutti i congiurati che si erano fatti attorno a Cesare si scagliarono con i pugnali contro il loro obiettivo: Cesare tentò inutilmente di schivare le pugnalate dei congiurati, ma quando capì di essere circondato e vide anche Bruto farglisi contro, raccolse le vesti per pudicizia e alcuni dicono si coprisse il capo con la toga prima di spirare, trafitto da ventitré coltellate. Cadde quindi morto ai piedi della statua di Pompeo.